# Liste der Kulturdenkmäler in Gemünden (Wohra)
Die folgende Liste enthält die in der Denkmaltopographie ausgewiesenen Kulturdenkmäler auf dem Gebiet  der  Stadt Gemünden (Wohra), Landkreis Waldeck-Frankenberg, Hessen.
Hinweis: Die Reihenfolge der Denkmäler in dieser Liste orientiert sich zunächst an Stadtteilen und anschließend der Anschrift, alternativ ist sie auch nach der Bezeichnung, der vom Landesamt für Denkmalpflege vergebenen Nummer oder der Bauzeit sortierbar.
Kulturdenkmäler werden fortlaufend im Denkmalverzeichnis des Landes Hessen durch das Landesamt für Denkmalpflege Hessen auf Basis des Hessischen Denkmalschutzgesetzes (HDSchG) geführt. Die Schutzwürdigkeit eines Kulturdenkmals hängt nicht von der Eintragung in das Denkmalverzeichnis des Landes Hessen oder der Veröffentlichung in der Denkmaltopographie ab.

Das Vorhandensein oder Fehlen eines Objekts in dieser Liste ist keine rechtsverbindliche Auskunft darüber, ob es Kulturdenkmal ist oder nicht: Diese Liste entspricht möglicherweise nicht dem aktuellen Stand der offiziellen Denkmaltopographie. Diese ist für Hessen in den entsprechenden Bänden der Denkmaltopographie Bundesrepublik Deutschland und im Internet unter DenkXweb – Kulturdenkmäler in Hessen einsehbar. Auch diese Quellen sind, obwohl sie durch das Landesamt für Denkmalpflege Hessen aktualisiert werden, nicht immer aktuell, da es im Denkmalbestand immer wieder Änderungen gibt.
Eine verbindliche Auskunft erteilt allein das Landesamt für Denkmalpflege Hessen.
Nutze diese Kartenansicht, um Koordinaten in der Liste zu setzen. In dieser Kartenansicht sind Kulturdenkmale ohne Koordinaten mit einem roten bzw. orangen Marker dargestellt und können in der Karte gesetzt werden. Kulturdenkmale ohne Bild sind mit einem blauen bzw. roten Marker gekennzeichnet, Kulturdenkmale mit Bild mit einem grünen bzw. orangen Marker.

## Kulturdenkmäler nach Ortsteilen

### Ellnrode
| Bild            | Bezeichnung             | Lage                                               | Beschreibung | Bauzeit                | Objekt-Nr. |
| --------------- | ----------------------- | -------------------------------------------------- | --- | ---------------------- | ---------- |
| Bild gesucht BW | Backhaus                | Ellnrode, Dorfstraße LageFlur: 3, Flurstück: 12    | Um 1900 errichtetes, eingeschossiges Backhaus am nordwestlichen Ende der Dorfstraße. Das aus großen, sauber scharrierten Sandsteinquadern zusammengefügte Gemeinschaftsgebäude wird durch ein Satteldach mit Fachwerkgiebel bedeckt. | um 1900                | 79341 DDB  |
| Bild gesucht BW | Hofanlage               | Ellnrode, Dorfstraße 2 LageFlur: 3, Flurstück: 6   | Großvolumige Fachwerkhofreite, deren Wohnhaus mit anschließender, auf L-förmigem Grundriss errichteter Scheune einen Dreiseithof bildet, dessen großer Hofraum zur Dorfstraße durch einen jüngeren Fachwerkstall optisch geschlossen wird. Das zum Hof traufständige, zweigeschossige Wohnhaus erhebt sich über einem nahezu geschosshohen Sandsteinquadersockel und wird in der Mitte des bauzeitlichen, massiven Erdgeschosses über eine zweiläufige Freitreppe erschlossen. Das verputzte Erdgeschoss des um, oder kurz vor 1900 errichteten Wohnhauses wird durch breite, Sandsteinlaibungen imitierende Putzfaschen und Ecklisenen gegliedert. Das leicht überkragende Fachwerkobergeschoss zeigt ein bauzeitliches, regelmäßiges, doppelt verriegeltes Fachwerkgefüge, das an Eck- und Bundständern durch Dreiviertelstreben ausgesteift ist. Die schmale Gebälkzone wird durch gefaste Balkenköpfe, gerundete Füllhölzer und eine profilierte Schwelle betont. Zum gesamten historischen Baubestand der Hofreite gehören die noch in der zweiten Hälfte des 19. Jahrhunderts errichteten zweigeschossigen Fachwerkscheunen im Süden und Westen des Hofes sowie die nach dem Ersten Weltkrieg entstandene Fachwerkscheune, die den östlichen Hofabschluss bildet. | um 1900                | 79340 DDB  |
| Bild gesucht BW | Scheune                 | Ellnrode, Dorfstraße 4 LageFlur: 3, Flurstück: 9/3 | Großvolumige, den Hofraum der Hofreite zur Straße hin vollständig verdeckende Fachwerkscheune. Die um die Wende zum 20. Jahrhundert errichtete zweigeschossige Scheune erhebt sich über einem gestuften Bruchsteinsockel mit Eckquaderung und Rollschicht aus großen Sandsteinquadern. Das mit Ziegeln ausgefachte Fachwerk zeigt ein einfaches konstruktives, durch geschosshohe Streben ausgesteiftes Gefüge mit hohem Erdgeschoss, das sowohl eine Einfahrt wie auch eine Durchfahrt zum Hof beherbergt. | Beginn 20. Jahrhundert | 79342 DDB  |
| Bild gesucht BW | Gesamtanlage Dorfstraße | Ellnrode, Gesamtanlage Dorfstraße Lage             | Zwar wird Ellnrode schon im 13. Jahrhundert erwähnt, die heutigen Hofstellen wurden nach den Angaben des Salbuches des Klosters Haina aber erst nach 1556 neu geschaffen. Das gesamte, dem Hospital zustehende Gut bestand seither aus vier Hofstellen, die auch heute noch, bis auf wenige Häuser im Umfeld, den gesamten Ort bilden. Zu der westlichen, von der Dorfstraße vollständig umschlossenen Hofstelle gesellen sich drei weitere, unregelmäßig zugeschnittene Höfe zwischen der Dorfstraße und der östlich vorbeifließenden Wohra. Bis heute sind die Höfe durch großvolumige Fachwerkwohn- und Wirtschaftsgebäude aus der zweiten Hälfte des 19. Jahrhunderts geprägt, die in Form von Dreiseithöfen den dichten bäuerlich strukturierten Dorfkern bilden. |                        | 721773 DDB |

### Gemünden (Wohra)
| Bild                                    | Bezeichnung                                 | Lage                                                                                             | Beschreibung | Bauzeit                                   | Objekt-Nr. |
| --------------------------------------- | ------------------------------------------- | ------------------------------------------------------------------------------------------------ | --- | ----------------------------------------- | ---------- |
| weitere Bilder                          | Bahnhof mit Baumallee und Toilettenhäuschen | Gemünden, Alter Bahnhof 1, Bahnhofstraße LageFlur: 8, Flurstück: 118/14, 131/11, 131/12          | Die Bahnstrecke Densberg-Gemünden wurde 1911 eröffnet. Im folgenden Jahr wurde nach Plänen von Alois Holtmeyer ein zweigeschossiges neobarockes Bahnhofsgebäude mit nördlich anschließendem Fachwerkgüterschuppen und freistehendem Toilettenhäuschen aus Fachwerk fertiggestellt. Über einem bis in Brüstungshöhe der Erdgeschossfenster hochgezogenen Werksteinquadersockel erhebt sich das von einem abgewalmten Mansarddach abgeschlossene, verputzte Empfangsgebäude, das sowohl zum Bahnhofsvorplatz hin als auch gleisseitig mit einem nahezu fassadenbreiten, übergiebelten Zwerchhaus versehen ist. Südlich schließt ein zweiachsiger Bauteil mit sehr flachem Walmdach an, dessen verschindeltes Obergeschoss über zwei paarweise zusammengefasste Fenster verfügt. Der ansonsten verputzte Baukörper ist mittig über eine flache Freitreppe durch eine korbbogige, von ebensolchen Fenstern flankierte Türöffnung erschlossen und verfügt rechts über eine weitere Tür, die durch ein darüber gelegenes Korbbogenfenster betont wird, und links einen Okulus. Alle diese Öffnung sind im Gegensatz zu den teilweise mit Klappläden ausgestatteten hochrechteckigen Fenstern in Ober- und Dachgeschoss mit Sandsteinlaibungen versehen. Zum Denkmalumfang des inzwischen gastronomisch genutzten Alten Bahnhofes gehört auch die Baumallee entlang der zum Bahnhofsvorplatz führenden Bahnhofstraße. | 1912                                      | 130156 DDB |
| Bild gesucht BW                         | Friedhof                                    | Gemünden, Am Struthweg LageFlur: 35, Flurstück: 39/1                                             | Auf dem an der Rosenthaler Straße im Süden der Stadt angelegten Friedhof finden sich im Umfeld des Gefallenenehrenmals noch weitere historische Grabsteine und Kreuze. So blieb hier das Grab eines russischen Kriegsgefangenen erhalten. Der einfache Grabstein ist mit der Inschrift „Gavriilio Stremeugow aus Rilsk, Bez. Kursk, gest. 17.11.1918“ versehen. Der Tote wurde direkt neben dem Ehrenmal der Kriegsgefallenen beigesetzt. Ebenso außergewöhnlich ist eine Grabpalme aus Eisen anstelle eines Kreuzes oder Steines. Über einem flachen Stamm entfalten sich dreidimensional die Blätter einer Palme, die eine Kartusche mit Rokokoformen tragen, die von einem Kreuz bekrönt ist. Die Kartusche ist beidseitig mit Inschriften versehen: „Ich habe Lust abzuscheiden und bei Christus zu sein Phil 1. V. 23“, „Hier ruht der Buerger und Kantor G. A. Seitz Geb. am 18 October 1802 Gest. am 24 November 1864“. Ein weiteres Grabmal in der Nähe des Gefallenehrenmals ist aus rotem Sandstein gefertigt und stellt ein aufgeschlagenes Buch auf einem Sockel liegend dar. Der Sockel ist mit einem Kelch verziert. Die ehemals vorhandenen Inschriften sind jedoch nicht mehr lesbar. Außerdem findet sich auf dem Friedhof noch das Ehrenmal für die Gefallenen des Ersten Weltkrieges. 1923 erfolgte die Einweihung des von Professor Prevot aus Kassel entworfenen Ehrenmals auf dem Friedhof. Es trägt folgende Inschrift: „Dem Andenken der im Kampfe für das Vaterland Gefallenen Helden der Stadt Gemünden a. d. Wohra 1914-1918“. Auf einem zweifach gestuften, runden Sockel erhebt sich das auf quadratischem Grundriss errichtete Grabmonument, dessen Inschriftenplatten auf jeder Seite jeweils von einer dorischen Säule flankiert werden und mit einem hohen Architrav und weit überkragendem Gesims bedeckt sind. Das ädikula-artige Grabmonument wird von einer mit Festons versehenen Urne bekrönt. | Beginn 19. Jahrhundert                    | 79374 DDB  |
| Bild gesucht BW                         | Aumühle                                     | Gemünden, Aumühle LageFlur: 33, Flurstück: 222/1                                                 | Die erste Erwähnung der Mühle findet sich in den Schultheißenabrechnungen des Jahres 1488, wo sie als „dye molle uf deme Lande“ bezeichnet wird. Der nächste Nachweis ist 1524 in einer Stadtrechnung erhalten. Hintz Konnig zahlt danach zu Walpurgi „altersher 1 Mött Weyzn und 1 Meste undt 10 einhalb Sesster vom Awmolln“. 1528 erscheint in der Stadtrechnung Hen Damme als „awmoller“. Im ältesten Salbuchfragment erfahren wir, dass „die annder Molenn under der Statt, die sant-Molnn genandt, uff der Awe gelegen“ ist. Zur Zeit Hartmann Dammes, der die Aumühle 1571 „erblich und eigenthümlich“ innehat, gibt es ein Wehr zur Wiesenbewässerung. Noch 1621/22 im Besitz derselben Familie wird die schutzlos vor den Stadttoren gelegene Mühle im Laufe des 30-jährigen Krieges zerstört. Erst 1650 findet sich wieder ein Müller, der sie in Betrieb nimmt. Nach mehreren Besitzwechseln erwirbt Otto Müller die Mühle, bei dessen Nachkommen sie bis 1807 verbleibt. Das giebelständig zum Mühlgraben ausgerichtete, zweigeschossige Fachwerkgebäude erhebt sich über einem flachen Sockel und wird von einem Satteldach abgeschlossen. Über einer Gebälkzone mit gerundeten Balkenköpfen und Füllhölzern kragt das Obergeschoss leicht aus. Ausgesteift wird das regelmäßige Fachwerkgefüge durch Dreiviertelstreben an den Eckständern, die im Obergeschoss mit Kopfwinkelhölzern versehen sind. Die Obergeschossschwelle ist profiliert, das Erdgeschossrähm trägt die Inschrift: „Ich Oda Möller hat die alte Mil erkauft Anno 1705“. Ursprünglich befand sich im Türsturz darunter eine weitere Inschrift: „Soli Deo Gloria Johannes Möller und Anna“. Eine dritte Inschrift „B. U. M. Anno 1764“ in einem Sandstein an der Mühlgrabenseite steht wohl für einen Umbau des Gebäudes. | 15. Jahrhundert                           | 79346 DDB  |
| Bild gesucht BW                         | Hofanlage                                   | Gemünden, Ellnröder Straße 7 LageFlur: 9, Flurstück: 79/1                                        | Großräumige bäuerliche Hofanlage aus der Zeit um 1900, bestehend aus einer den Hofraum rückwärtig abschließenden Fachwerkscheune und einem teilweise in Fachwerk ausgeführten Wohnhaus. Das zweigeschossige, zur Straße giebelständige Wohnhaus erhebt sich über einem Werksteinsockel und verfügt über ein bauzeitliches, massives Erdgeschoss. Zur Straße zweiachsig und zum Hof fünfachsig gegliedert ist das Erdgeschoss verputzt und wird durch Ziegellisenen und Ziegelrahmungen mit gerundeten Formsteinen an Fenstern und mittiger Haustür gegliedert. Das leicht überkragende Obergeschoss zeigt ein regelmäßiges Fachwerkgefüge mit Mannfiguren in den nicht durchfensterten Gebinden sowie Andreaskreuzen in der Mitte der Traufseite. Die Scheune verfügt über ein in Ziegeln gemauertes Erdgeschoss und ein bündig aufgesetztes Fachwerkobergeschoss mit konstruktivem Gefüge, das durch steile geschosshohe Streben ausgesteift ist. | um 1900                                   | 79348 DDB  |
| Bild gesucht BW                         | Historischer Stadtkern                      | Gemünden, Gesamtanlage 1 Lage                                                                    | Den Ursprung der Stadt bildeten die auf zwei Seiten eines Hügels erbaute Burg der Grafen von Ziegenhain und die Kirche. 1521 wurde die Umfassungsmauer der Burg als baufällig beschrieben, 1556 im Salbuch dann auch die Burg selbst als „diser Zeitt verfallen“ bezeichnet. 1628 war nur noch ein „steinern Rumpf“ der Burg vorhanden, es gab jedoch immer noch einen Burgsitz als hessisches Lehen. Dieses Burglehen gab der Landgraf schon 1557 mit der Maßgabe aus, „das Schloß zu Gemonden uff der Stat Gawe, so wüst liege, wiederumb im Bauw uffrichten und (zu) gebrauchen“. Es bestand in der Folgezeit eine Hofanlage, deren Herrenhaus über ein massives Untergeschoss aus dem 16. Jahrhundert verfügte, über dem sich zwei Fachwerkgeschosse aus der Zeit um 1700 erhoben. Im Laufe des 17. und 18. Jahrhunderts ist die Burg dann vollständig verfallen. Auf die heutige Zeit überkommen sind von der Burg nur noch einige wenige Mauerreste südlich der Kirche auf dem Gelände der Stadthalle. Eine ellipsenförmige Mauer schützte die Stadt, die über zwei Tore, Ober- und Untertor, an der Haupttrasse, dem sogenannten Steinweg, erschlossen war. Die Stadtmauer war im Durchschnitt 20 Fuß hoch und 2,20 Meter dick. Im Jahre 1712 wurden neue Wachhäuser gebaut. Nach einem Brand 1818 wurde die Mauer vom Magistrat auf Abbruch versteigert. Die Tore blieben noch länger bestehen, erst 1935 wurde die Unterpforte schließlich abgerissen. Von der Stadtbefestigung erhalten blieben westlich der Kirche Reste der Stadtmauer und der Hexenturm als letzter Schalenturm mit vorgelagertem Graben, sowie als Ober- und Unterhaingässchen die ehemaligen Wallwege im Süden der Stadt. Der in Nord-Süd-Richtung verlaufende Steinweg, der ehemals durch die beiden Tore die Stadt erschloss, stellt auch noch in heutiger Zeit die Hauptverkehrsachse dar. Es handelt sich jedoch schon um einen älteren Talweg aus dem 12. oder 13. Jahrhundert, der bereits in Zeiten vor der Stadtgründung genutzt wurde. Bei Ausschachtungen fand man etwa einen Meter unter der Oberfläche einen alten Knüppeldamm. 1538 wurde der Steinweg neu gepflastert und erhielt wohl zu dieser Zeit seinen heutigen Namen. Älteste Quererschließung sind Webergasse, Hofstraße und Katzbachstraße, die Kirche und Burg mit der Hauptachse der Stadt verbanden. Die in mehreren Bögen verlaufende und mit mehreren Abzweigen versehene Untergasse ist die östliche Erschließung. Diese Gassen sind wohl bis 1266 entstanden und noch im Stadtgrundriss ablesbar. Die Stadt wurde von mehreren Bränden heimgesucht. 1583 brannten bei dem großen Stadtbrand 16 Wohnhäuser und ihre Scheunen ab, 1670 und 1676 beim Schultheißenhof fünf bzw. sechs Höfe sowie 1818 in der Untergasse sechs Häuser und fünf Scheunen. Nahezu 100 Jahre danach, nämlich 1917, gingen noch einmal fünf Häuser am Obertor in Flammen auf und bereits 1919 folgt der nächste Stadtbrand. Bedingt durch diese häufigen Brände blieben nur wenige Häuser aus der Zeit vor dem frühen 19. Jahrhundert erhalten. Zwar wurden die meisten Gebäude am Markt auch erst im frühen 19. Jahrhundert errichtet, sie ruhen jedoch vielfach auf Kellern, die wohl noch aus dem 16. Jahrhundert stammen. In eben diesem Jahrhundert erreichte die Stadt einen größeren Wohlstand, der sich in mehreren Bauten der Zeit ausdrückt. So wurde 1523 ein großer Brunnen gebaut, 1541 die Schule errichtet und 1564 ein Rathaus auf dem Marktplatz gebaut. Auch die erste Wasserleitung aus Holzrohren entstand 1587. Aus diesem Jahrhundert sind von 1544 ebenso erste Brücken über die Wohra bezeugt. Das Gesamtbild der historischen Altstadt Gemündens ist bis heute durch eine weitgehende Aus- und Umbauphase der Stadt im frühen bis späteren 19. Jahrhundert geprägt. Nahezu alle älteren Gebäude, mit Ausnahme der Kirche, des Junkernhofes und eines Fachwerkhauses am Steinweg, fielen Bränden und dem Drang der Gemündener Bürger des 19. Jahrhunderts, ihre Stadt umzugestalten, zum Opfer. So wurde zwar baulich die ältere Geschichte der Stadt weitgehend getilgt, man kann jedoch den älteren historischen Charakter der einzelnen Straßenzüge noch immer an der Größe und Ausstattung der im 19. Jahrhundert entstandenen Neubauten ablesen. So findet man noch heute die größten Wohn- und Geschäftshäuser im Umfeld des Marktes sowie zwischen diesem und der Burg bzw. der Kirche bis hin zur Webergasse. Die weiter vom Stadtzentrum entfernten Straße wie Katzbachstraße, Hainstraße und besonders die auf der anderen Seite der Steinstraße gelegene Untergasse zeigen weitgehend eine Bebauung mit kleineren landwirtschaftlichen Hofstellen und Ackerbürgerhäusern. |                                           | 721777 DDB |
| Bild gesucht BW                         | Stadterweiterung                            | Gemünden, Gesamtanlage 2 Lage                                                                    | Nachdem im Jahre 1818 nach dem großen Stadtbrand die Stadtmauer aufgegeben wurde, begann die Aufsiedelung des außerhalb des Mauerberings, jenseits der Wohra gelegenen Bereiches entlang der Straße nach Frankenberg. Diese Stadterweiterung, die im Laufe des späteren 19. Jahrhunderts fast die Größe und den Charakter einer vollständigen Vorstadt erreichte, erstreckt sich entlang der Lindenstraße und Schafhofstraße bis zur Ochsenbrücke hin, wird im Süden durch einen Bogen der Wohra eingefasst und reicht im Norden bis in die Kraelingstraße. Die Gesamtanlage dokumentiert die verschiedenen Bauformen der Stadterweiterung des 19. Jahrhunderts. An Kraehlingstraße und Schafhofstraße entstanden in der zweiten Hälfte des 19. Jahrhunderts landwirtschaftlich genutzte Hofstellen. Die nach dieser ersten Bauphase noch erhaltenen Baulücken wurden dann gegen Ende des 19. Jahrhunderts mit Wohnhäusern aufgefüllt, durch die bis zum Ersten Weltkrieg eine geschlossene Bebauung des gesamten Bereiches entstand. |                                           | 721778 DDB |
| Bild gesucht BW                         | Raingärten                                  | Gemünden, Gesamtanlage 3 Lage                                                                    | Raingärten 1-6. Als nach dem Ende des Zweiten Weltkrieges die Bevölkerung Gemündens durch den Zuzug vieler Heimatvertriebener stark anstieg, entstand eine erhöhte Nachfrage nach preisgünstigem Wohnraum. Nach der Behebung der ersten Not schuf man neue Siedlungen mit kleineren Einfamilienhäusern für die bleibewilligen Neubürger. So entstand nach 1948 zwischen der Stadt und dem Gewerbegebiet die zunächst aus sechs Häusern bestehende Siedlung Raingärten. Es handelt sich bei den Gebäuden um vier giebelständige und zwei traufständige, eingeschossige Fachwerkhäuser. Die auf hohen Werksteinsockeln errichteten Häuser zeigen alle ein gleichartiges Fachwerk mit doppelter Verriegelung und Mannfiguren an den Eckständern. Den oberen Abschluss bilden steile Satteldächer mit Schleppgauben. Bis heute ist die Siedlung in ihren stark historisierenden Bauformen weitgehend unverändert erhalten geblieben. | ab 1945                                   | 721779 DDB |
| Bild gesucht BW                         | Wohnhaus                                    | Gemünden, Hainstraße 4 LageFlur: 44, Flurstück: 116/1                                            | Zweigeschossiges, giebelständiges Fachwerkwohnhaus über nahezu geschosshohem Werksteinsockel mit dreiteiligem Fensterband im Obergeschoss. Das zwischen 1850 und 1870 als Teil einer ersten Stadterweiterung errichtete Gebäude ist stockwerkweise ohne Überstände abgezimmert und durch geschosshohe Streben an den Seiten sowie Kurzstreben im Giebel ausgesteift. Einzige Zierde sind die profilierten Eckständer. Erschlossen ist das Haus über eine hohe Freitreppe. | 1850/1870                                 | 79349 DDB  |
| Bild gesucht BW                         | Wohnhaus                                    | Gemünden, Hainstraße 5 LageFlur: 44, Flurstück: 142/2                                            | Über einem teilweise verputzten Bruchsteinsockel sowie einem flachen Zwischengeschoss aus Fachwerk erhebt sich mit leichtem Überstand das regelmäßige Fachwerkgefüge des Obergeschosses, das von einem Satteldach mit quadratischem Dachreiter mit Zeltdach bekrönt wird. Das mit der Traufseite leicht winklig zur Straße ausgerichtete Gebäude verfügt über Dreiviertelstreben teilweise mit Kopfhölzern an den Eckständern des Obergeschosses. In der Gebälkzone sind Rähm und profilierte Schwelle mit den Balkenköpfen überkämmt. Eine Rähminschrift datiert das Haus: „Ludwig Bornmann und seine Ehefrau Anna Catharina eine gebohrne Meisin, beide haben Gott vertraut und dieser Bau erbaut Zimmermann ist gewesen George Kleim aus Gemünden Anno 1815“. In der Gebäudemitte befindet sich eine Toreinfahrt, die über die unteren beiden Geschosse reicht. Links davon ist ein sekundär eingefügtes Garagentor angeordnet, rechts der Eingang, der von zwei hochrechteckigen Fenstern flankiert ist. | 1815                                      | 79350 DDB  |
| Bild gesucht BW                         | Wohnhaus                                    | Gemünden, Hainstraße 6 LageFlur: 44, Flurstück: 117/3                                            | Das traufständige, zweigeschossig ohne Überstände stockwerkweise abgezimmerte Fachwerkwohnhaus wurde über einem geschosshohen Sockel aus Sandsteinquadern und Ziegeln errichtet, der die noch bauzeitliche Haustür aufnimmt. Betont wird das konstruktive Fachwerkgefüge aus der Zeit von 1850 bis 1870, das lediglich mit geschosshohen Streben ausgesteift ist, durch ein mittiges, einachsiges, übergiebeltes Zwerchhaus. | 1850/1870                                 | 79351 DDB  |
| Bild gesucht BW                         | Wohnhaus                                    | Gemünden, Hainstraße 8 LageFlur: 44, Flurstück: 120/4                                            | Über einem flachen Sockel erhebt sich ein zweigeschossiges, komplett mit Ziegelgefachen versehenes Fachwerkwohnhaus, das rechtsseitig über eine Tordurchfahrt verfügt und von einem übergiebelten, einachsigen Zwerchhaus bekrönt wird. Zwischen 1850 und 1870 errichtet, ist es stockwerkweise verzimmert und nur durch geschosshohe Streben ausgesteift. Das traufständige Gebäude erweitert durch seine zur Straße leicht abgewinkelte Stellung den Straßenraum. | 1850/1870                                 | 79352 DDB  |
| Bild gesucht BW                         | Einhaus                                     | Gemünden, Hainstraße 14 LageFlur: 44, Flurstück: 139/3                                           | Lang gestrecktes, zur Hainstraße traufständiges Fachwerkeinhaus aus der Mitte des 19. Jahrhunderts. Der großvolumige Bau erhebt sich über einem unterschiedlich hohen Werksteinsockel und ist im Wohnteil zu fünf Achsen gegliedert, deren Mittlere zur Erschließung über eine einläufige Freitreppe dient. Den rechten Gebäudeteil dominiert die große Toreinfahrt. Das vollständig verkleidete Gebäude zeigt noch die ursprünglichen Fensteröffnungen und einen leichten Überstand des Obergeschosses, was auf einen weitgehenden Erhalt des bauzeitlichen Fachwerks schließen lässt. | Mitte 19. Jahrhundert                     | 79353 DDB  |
| Bild gesucht BW                         | Historische Stadtmauer                      | Gemünden, Hofstraße, Hofstraße 9, Hofstraße 1 LageFlur: 43, Flurstück: 119/3, 124/7, 207/23      | Im westlichen Teil der Stadt zwischen der Verlängerung der Katzbachstraße und der Hofstraße ist ein größeres Stück der historischen, ab 1266 errichteten Stadtmauer Gemündens erhalten geblieben. Es handelt sich um eine noch immer bis zu drei Metern hohe Bruchsteinmauer und einen runden Schalenturm, der heute als Aussichtsplattform dient. | ab 1266                                   | 79393 DDB  |
| Bild gesucht BW                         | Alte Schule                                 | Gemünden, Hofstraße 6 LageFlur: 43, Flurstück: 90/10                                             | Giebelständiges, über einem den Geländeanstieg ausgleichenden Sandsteinquadersockel am südlichen Ende des alten Kirchhofes gegenüber der Kirche errichtetes, teilweise verschindeltes, zweigeschossiges Fachwerkwohnhaus. Die an einem schmalen Verbindungsweg zur Straße Zur Burg gelegene südliche Fassade Gebäudes wird durch einen zweigeschossigen, übergiebelten Mittelrisalit betont. Links davon ist das Gebäude über eine Freitreppe mit langem Podest erschlossen. Das stockwerkweise ohne Überstände abgezimmerte konstruktive Fachwerk, das allein durch geschosshohe Streben ausgesteift wird, wurde 1836–38 durch den Zimmermeister Peter Gleim erbaut. | 1836/1838                                 | 79355 DDB  |
| Evangelische Kirche (Gemünden/Wohra)    | Evangelische Kirche                         | Gemünden, Hofstraße 10 LageFlur: 43, Flurstück: 91, 92/4                                         | Ob Nennungen 750 und 779 Gemünden an der Wohra bezeichnen, ist strittig. Die Kirche soll zum Fronhof, dem Haupthof als Urkern der Siedlung, gehört haben. Die erste sichere Nennung erfolgte 1223 als Pfarrer Heinrich in Gemünden einen Güterverkauf an das Kloster Haina bestätigte. 1253 ist Gemünden erstmals als Stadt bezeichnet. 1380 gab es angeblich lediglich eine Holzkirche, vermutlich ein Fachwerkbau; Gottfried Graf von Ziegenhain und seine Frau stifteten den Frühmessaltar SS. Maria und Katharina darin. Baubeginn der im Kern erhaltenen Kirche war 1431, 1485 konnte der Glockenturm fertig gestellt werden. Die Kirche hatte drei Altäre: St. Katharina (Stiftung 1402 durch Arnold Clüver, 1528 eingezogen), Heilig-Kreuz (der „vorderste“ Altar, offenbar im Langhaus vor dem Chor) und St. Petrus (der „hinterste“ Altar im Chor). Die beiden letzteren wurden erst 1803 entfernt, wobei der vorderste Altar den Lutheranern, der hinterste den Reformierten zustand. Im Chor befand sich ein Wandgemälde vom Jüngsten Gericht, das 1720 noch einmal überarbeitet wurde. Eine möglicherweise noch mittelalterliche Steinkanzel wurde später durch eine größere und höhere Holzkanzel ersetzt. Bereits 1797 aufgetretene Risse in den Gewölben und ein schadhafter Dachstuhl machten 1802 Umbauten notwendig, bei denen der mit einem Steingewölbe versehene Chor einstürzte. Er wurde daraufhin vollständig abgebrochen und die Kirche bis 1806 nach Plänen von Michael Krapf und unter der Leitung eines Baumeisters Ahrend zu einem klassizistischen Saalbau umgebaut. Von 1803 bis 1805 baute Johann Georg Oestreich aus Oberbimbach eine neue Orgel, die 1845 durch die erhaltene aus dem Kloster Haina ersetzt wurde. Sie stammt aus der Zeit zwischen 1760 und 1780, erhielt 1880 zwei neue Register und wurde 1952 restauriert. 1886 wurde der Innenraum umgestaltet und 1952/53 in den klassizistischen Zustand zurückgebaut. Beschädigung des Turms durch Blitzschlag 1904. Ausgrabungen und eine Neugestaltung des Innenraums erfolgten 2007. Die Kirche liegt im nordwestlichen Teil der Altstadt etwas erhöht über der Stadtbebauung auf einem vor allem nach Süden und Osten sich erstreckenden Kirchhof, der 1834 neu ummauert wurde. Unmittelbar südlich der Kirche lag die Burg der Grafen von Ziegenhain. Im Nordwesten des heutigen Baus ist Mauerwerk der ergrabenen, vermutlich aus dem 11. Jahrhundert stammenden salischen Kirche erhalten, ebenso der spätmittelalterlichen, 1431 begonnenen. Das heutige Langhaus von 1803/05 ist im Grundriss ein schlichtes Längsrechteck mit etwas breiterem Sockel ohne Strebepfeiler, die Gebäudeecken nach Osten wurden nach Abbruch des Chores aus sorgsam behauenen Quadern erneuert. Nach Westen überstehende Quader an der Nordwestecke sowie ein dort fehlendes Gesims weisen möglicherweise auf einen heute fehlenden Anbau an der Turmnordseite. Hohe Spitzbogenfenster ohne Innenteilung in der Südwand, in der Nordwand unregelmäßiger verteilt, in der Ostwand vermutlich ergänzt. Schlichte, kleine Spitzbogenportale nach Süden und nach Norden (vermauert), am Südportal und am Turm finden sich Riefen im Sandstein (vgl. Rosenthal); über dem Südportal ein vermauertes kleines Rechteckfenster. Der Turmschaft wird von einem hohen Glockengeschoss abgeschlossen, dessen Schallfenster mit doppelbahnigem Maßwerk versehen sind. Das Westportal ist mit flach in den Sandstein geritztem Wappen und Emblemen geschmückt. An der Turmsüdseite unterhalb des Kranzgesimses befinden sich zwei Wappenschilde, ein sechsstrahliger Stern als Wappen des Stadtgründergeschlechts, der Grafen von Ziegenhain, und ein achtstrahliges Sternwappen der Gräfin Eilca von Nidda. Über den Wappenschilden der Löwe als Symbol der hessischen Landgrafen, darunter aus vier Quadern gesetzt die Inschrift: „Anno domini MCCCC LXXXV“. Der schlanke und hohe, ins Achteck überführte Turmhelm ist mit Schiefer gedeckt. Im Innenraum deuten sechs schlichte polygonale Sandsteinkonsolen auf eine ursprünglich vorhandene Wölbung, angeblich als Hallenkirche. Der tiefe Ansatz könnte auch auf einen im Raumbild gedrückten Saal weisen, wahrscheinlich mit hoch in den Dachraum ragenden Holzgewölben; der alte Dachfirst war höher als der heutige ist. Vom mittelalterlichen Bau sichtbar ist im Übrigen nur die kleine Turmtür in der Westwand. Die Turmhalle deckt ein gotisches Kreuzrippengewölbe mit einem Rosenschlussstein auf Spitzkonsolen. Im Schiff eine einfache Flachdecke mit breiter Voute. Die Marienglocke stammt wohl aus dem späten 14., die Christusglocke mit reliefiertem Kruzifix und zwei Bischofsdarstellungen aus dem frühen 15. Jahrhundert, die kleine Johannesglocke mit Spruch aus dem Johannesevangelium zeigt eine Datierung auf 1483; originaler Glockenstuhl. Vermutlich noch mittelalterliche Altarplatte. Großes, möglicherweise aus der alten Kirche übernommenes und überarbeitetes Kruzifix auf schlichtem Kreuzbrett an der Ostempore vor der Orgel. Bis 2007 war der Innenraum durch die klassizistische Ausstattung nach Süden ausgerichtet. Im Mittelpunkt steht ein rechteckiger, fast raumhoher Turm hinter dem Altartisch, der in die südliche Empore integriert ist, im Erdgeschoss die Sakristei (mit Fenstern zum Altar) aufnimmt und an dem darüber die Kanzel angebracht ist; er ist mit einem Gesims nahe der Decke abgeschlossen. Unregelmäßig fünfseitiger Kanzelkorb mit geschlossenen Füllungen, der nach unten in einer Fruchtdolde ausläuft; der Baldachin mit feinem Girlandenwerk wiederholt in der Form das untere Kanzelsegment. Der Raum ist seit 2007 nach Osten orientiert, dabei wurde ein großer Teil der umlaufenden Emporen auf schlanken Pfeilern und mit geschlossenen Brüstungsfüllungen abgebaut, Reste sind an der Süd- und der Nordwand erhalten. Das Orgelwerk in prachtvollem, symmetrisch flachem Orgelprospekt von 13 Achsen mit geschnitzten und vergoldeten Seitenteilen, Schleierbrettern und Aufsätzen im Stil des Rokoko, letztere ergänzt um zwei geschnitzte klassizistische Vasen; historischer Spieltisch. Der eigentümlich gedrungene, polygonale Taufstein steht auf breit ausladendem Fuß und ist mit einem Haubendeckel versehen. | 1253, Erweiterung 1431                    | 79356 DDB  |
| Bild gesucht BW                         | Wohnhaus                                    | Gemünden, Hofstraße 12 LageFlur: 43, Flurstück: 231/103                                          | Anfang des 18. Jahrhunderts nordwestlich am Kirchhof errichtetes, zweigeschossiges Fachwerkwohnhaus über einem hohen, den Geländeanstieg ausgleichenden Sandsteinquadersockel. Rückwärtig die Parzelle abschließend zeigt das stockwerkweise abgezimmerte, traufständige Gebäude symmetrisch aufgebautes Fachwerk, das im Erdgeschoss zweifach, im Obergeschoss einfach verriegelt ist. Die Gebälkzonen verfügen über gerundete Balkenköpfe, profilierte Füllhölzer und Obergeschossschwellen. Ausgesteift wird das Fachwerkgefüge an den Eckständern mittels unterschiedlich hoher Streben im Erdgeschoss, durch Mannfiguren im Obergeschoss. In Obergeschoss und Giebel sind außerdem Kurzstreben vorhanden. | Beginn 18. Jahrhundert                    | 79357 DDB  |
| Bild gesucht BW                         | Eisenbahnbrücke                             | Gemünden, Holzbach (Gemünden) LageFlur: 7, Flurstück: 177                                        | Im Verlauf der Wohratalbahn im Jahre 1910 zwischen der Stadt Gemünden und dem Bahnhof errichtete Eisenbahnbrücke über den Holzbach. Schmaler, tonnengewölbter Durchlass für den Holzbach auf Widerlagern aus Naturstein mit rustizierten Oberflächen. | 1910                                      | 130163 DDB |
| Bild gesucht BW                         | Jüdischer Friedhof                          | Gemünden, Katzbach LageFlur: 6, Flurstück: 51                                                    | Seit dem 16. Jahrhundert gab es in Gemünden eine jüdische Gemeinde, deren Mitglieder ihren Lebensunterhalt als Händler mit Vieh, Spezerei, Tuchwaren, Pottasche und Teer verdienten. 1735 wird im Kirchenbuch der lutherischen Pfarrei die Taufe eines jüdischen Mädchens vermerkt. Elias Höxter amtierte um 1900 sogar als Stadtverordnetenvorsteher. Eine Synagoge wurde 1823 in der Untergasse 27 errichtet. Damals lebten etwa 40 jüdische Bürger in der Stadt, 1905 waren es 71, 1933 noch 44. Eine jüdische Schule wird erstmals 1848 erwähnt und von Joseph und Willy Spier bis zur Zwangsauflösung am 1. August 1933 geleitet. Mit der Machtübernahme der Nationalsozialisten blieb den jüdischen Gemündenern kaum noch eine Existenzmöglichkeit und bis auf vier Familien wanderten alle aus. 1939 gab es noch elf jüdische Personen, von denen nur einer die Deportation in die NS-Vernichtungslager überlebte. Der Friedhof liegt 1 km westlich von Gemünden in der Fortsetzung der Martin-Luther-Straße. Er diente auch als Begräbnisplatz anderer Gemeinden der Umgebung, insbesondere der Gemeinde Rosenthal, und wurde bereits im 16. Jahrhundert angelegt. Die Friedhofsfläche umfasst 4270 m² und verfügt über mehr als 100 überwiegend schlichte Grabsteine, die zumeist aus dem 19. Jahrhundert stammen. | ab 18. Jahrhundert                        | 79395 DDB  |
| Bild gesucht BW                         | Wohn- und Geschäftshaus                     | Gemünden, Katzbachstraße 2d (früher Steinweg 30) LageFlur: 43, Flurstück: 2/6                    | Im Kern 1820 von Jacob Bornmann errichtetes, um 1900 stark erweitertes Fachwerkhaus. Das zweigeschossige Wohn- und Geschäftshaus verfügt heute über zwei zur Straße giebelständige Baukörper, die durch einen Zwischenbau verbunden sind. Der rechte, ältere Teil zeigt über dem massiv veränderten Erdgeschoss die für die Bauzeit im frühen 19. Jahrhundert üblichen Fachwerkformen mit Fensterreihungen und geschosshohen Streben sowie einem geringen Geschossüberstand, profilierte Schwellen und gerundete Füllhölzer. Im Rähm des Erdgeschosses findet sich folgende Inschrift: „Dieses Haus ist mit Gottes Hilf und Segen erbaud worden durch des Herren Vorsteher Jacob Bornman Witwer und dessen jüngst verstorbene Ehefrau Elisabetha geb. Bornman in als Mitgift dieses Haus Werkmeister Heinrich Bohland so geschehen am 1ten August 1820 Dieser hat gar wohl gebauet der auf Gottes gutes...“. Der linke jüngere Teil zeigt dagegen historisierende Formen wie stilisierte Mannfiguren an den Eckständern, einen starken Geschossüberstand, aufwendig profilierte Gebälke und ein flaches Drempelgeschoss. | 1820                                      | 79384 DDB  |
| Bild gesucht BW                         | Wohnhaus                                    | Gemünden, Katzbachstraße 3 LageFlur: 43, Flurstück: 96                                           | Giebelständig an einem Stichweg der Katzbachstraße zum Markt über geschosshohem Sandsteinquadersockel in der ersten Hälfte des 19. Jahrhunderts errichtetes Fachwerkwohnhaus. Über einem wohl noch älteren Sockel blieb im rückwärtigen Bereich eine Zone älteren Fachwerks erhalten, das gegen Ende des 19. Jahrhunderts im vorderen Bereich durch ein neues Gefüge vollständig ersetzt wurde. Das zweigeschossige, konstruktive Fachwerkgefüge ist geschossweise ohne Überstände abgezimmert und mittels geschosshoher Streben an den Seiten ausgesteift. Mittig an der Traufseite ist der Eingang angeordnet. | 1. Hälfte 19. Jahrhundert                 | 79358 DDB  |
| Bild gesucht BW                         | Junkernhof                                  | Gemünden, Katzbachstraße 4 LageFlur: 43, Flurstück: 262/97                                       | Bereits 1266 findet dieser Adelshof in einer Urkunde Ludwig und Dietrichs von Linsingen eine erste Erwähnung, als die beiden ihre beim Stadtgraben von Gemünden gelegenen Güter mit Ausnahme des Kirchleins und eines Hofes mit Mühle nebst zwei Häusern an den Grafen Gottfried V. von Ziegenhain verkaufen. Der Hof war von allen Lasten und Abgaben befreit. Im Jahr 1341 verkaufte Ludwig von Linsingen den Hof an seinen Bruder Thile, der seit 1357 Pfarrer in Gemünden war. Seine Nachkommen übergaben am 11. März 1359 den Hof für 900 Schilling an den Grafen Gottfried VII. von Ziegenhain. 1446 belehnte Graf Johann II. von Ziegenhain Johan Clauer mit dem Burgsitz zu Gemünden „wie seine Eltern selig gehabt“. Hieraus geht hervor, dass die Familie Clauer seit mindestens einer Generation Burgmannen des Junkernhofes sein mussten. Die Clauer hatten mehrere Burgsitze inne und waren reich mit Ländereien belehnt. Carl Clauer war Obervorsteher der vier hohen Hospitale Hessens. Er ließ sein Wappen mitsamt dem seiner Frau 1602 bei der Erbauung des Junkernhofes, dessen Unterbau bis heute erhalten ist, über dem Portal anbringen. Bereits 1649 erschien jedoch Jakob von Hoff, Hofmarschall von Kassel und Obrist zu Ziegenhain, als Besitzer des Hofes. Nach dem Aussterben der männlichen Linie der Hoffs ging der Junkernhof als Heiratsgut an Katharina von Hoff und ihren Ehemann Carl von Hattenbach über, der das Lehen nach seinem Tod 1734 in der Hattenbachschen Familie weitergab. Mit dem Tod Johan Moritz von Hattenbachs gelangte der Besitz über die beiden Schwestern an die Schwertzel. Diese verkauften den Hof samt Grundbesitz 1877 an Gemündener Bürger. Der Gastwirt Hermann Matthäi und seine Frau eröffneten im Junkernhof eine Gastwirtschaft und Brauerei. Vom giebelständigen, über einem tonnengewölbten Keller errichteten Wohngebäude des Junkernhofes hat sich ein verputzter, zweigeschossiger Unterbau aus Stein von 1602 sowie ein komplett verkleidetes, jüngeres Fachwerkobergeschoss erhalten. Nach historischen Beschreibungen soll das Quergebälk mit Zahnschnitt und Seilornamenten versehen sein. Der ursprüngliche hofseitige Zugang erfolgte durch ein Renaissanceportal, dessen Architrav von ionischen Pilastern getragen wird, über dem das Allianzwappen Carolus Clauers und Helena Schenk zu Schweinsbergs eingelassen ist. Der rundbogige Durchgang ist heute vermauert. Ebenfalls aus der Renaissance erhalten sind Zwillingsfenster mit profilierten Rahmen. | 1602                                      | 79359 DDB  |
| Bild gesucht BW                         | Wohnhaus                                    | Gemünden, Katzbachstraße 10 LageFlur: 44, Flurstück: 160/2                                       | Linksseitig aus der Bauflucht nach vorne verspringend, jedoch winklig zur Straße errichtet öffnet und verengt sich der Straßenraum gleichzeitig vor dem zweigeschossigen, traufständigen Fachwerkwohnhaus, das über eine Freitreppe mit separat verdachtem, leicht außermittigen Eingang erschlossen ist. Das Fachwerkgefüge erhebt sich über einem hohen Bruchsteinsockel aus roten Sandsteinen und ist stockwerkweise ohne Überstände verzimmert. Dabei ist das hohe, linksseitig massiv erneuerte Erdgeschoss mit einer einzigen Dreiviertelstrebe zweifach, das mit geschosshohen Streben ausgesteifte Obergeschoss nur einfach verriegelt. Im Rähm hat sich eine Inschrift erhalten: „Soli Deo Gloria Johannes Möller und dessen Ehefrau A. Elisabetha eine gebr. Bruchheuser haben Gott vertraut und dieses haus erbaut, im Jahr 1828 den 3ten Märtz Der Zim.meist. Petr Kleim“. Das Satteldach ist durch ein mittiges, übergiebeltes Zwerchhaus bekrönt. | 1828                                      | 79360 DDB  |
| Bild gesucht BW                         | Wohn-/Wirtschaftsgebäude                    | Gemünden, Kraelingstraße 5, Kraelingstraße 7 LageFlur: 23, Flurstück: 118/42, 119/42             | Über einem hohen Bruchsteinsockel im ausgehenden 19. Jahrhundert errichtetes, aus drei Bauteilen bestehendes, traufständiges, zweigeschossiges Wohn- und Wirtschaftsgebäude. Das Fachwerkgefüge des Einhauses ist stockwerkweise ohne Überstände abgezimmert, durch geschosshohe Streben ausgesteift und mit Ziegeln ausgefacht. Über eine hohe Freitreppe ist der mittlere Wohnteil durch eine zweiflüglige Rahmen-Füllungs-Tür mit Glasoberlicht erschlossen. Der linksseitige Scheunenteil ist durch eine Brandwand abgetrennt, der rechtsseitige zweiachsige Wohnteil separat angesetzt. | Ende 19. Jahrhundert                      | 79361 DDB  |
| Bild gesucht BW                         | Wohnhaus (Massiv)                           | Gemünden, Lindenstraße 1 LageFlur: 44, Flurstück: 8/6                                            | Zweigeschossiger, durch Lisenen gegliederter, verputzter Massivbau über einem rustizierten Sandsteinquadersockel, der sich von der Straße zurückgesetzt an einem Stichweg zum Untertor erhebt. Unter einem Satteldach mit Halbwalmen wird die der Wohra zugewandte dreiachsige Traufassade durch ein mittiges Zwerchhaus mit abgewalmtem Dach, die Rückseite durch einen dreiachsigen Mittelrisalit mit Halbwalm betont. Unterhalb der Obergeschossfenster sind die Fassaden durch rahmenlose, rechteckige Kartuschen mit reliefierten Fruchtkörben verziert. |                                           | 79362 DDB  |
| Bild gesucht BW                         | Wohnhaus (Doppel)                           | Gemünden, Lindenstraße 3, Lindenstraße 4 LageFlur: 23, Flurstück: 31/3, 31/5                     | Über einem flachen Sandsteinquadersockel, gegenüber der Straßeneinmündung Auf der Hute um 1900 errichtetes, zweigeschossiges Doppelwohnhaus, dessen konstruktives Fachwerkgefüge stockwerkweise ohne Überstände verzimmert wurde. Das mittels geschosshoher Streben ausgesteifte Fachwerk ist im Erdgeschoss zweifach, im flacheren Obergeschoss einfach verriegelt. Über zwei Freitreppen sind die beiden Eingänge in der Mitte der sechsachsigen Fassade erschlossen und durch ein übergiebeltes Zwerchhaus betont. | um 1900                                   | 79363 DDB  |
| Bild gesucht BW                         | Wohnhaus                                    | Gemünden, Lindenstraße 8 LageFlur: 23, Flurstück: 55/3                                           | An der Einmündung der Kraehlingstraße errichtetes, traufständiges Fachwerkwohnhaus über nahezu geschosshohem Bruchsteinsockel mit Eckquaderung aus rotem Sandstein. Der mittige Eingang ist über einen eingeschossigen loggiaartigen Vorbau mit seitlicher Freitreppe erschlossen und im Drempelgeschoss durch ein übergiebeltes Zwerchhaus betont. Das symmetrisch aufgebaute Fachwerk ist seitlich der paarweise zusammengefassten Fenster durch Streben mit Halsriegeln und Kopfbändern ausgesteift und in den Fensterbrüstungsfeldern mit Andreaskreuzen versehen, giebelseitig sind Mannfiguren mit Gegenstreben vorhanden. Zur Kraelingstraße traufständig schließt rückwärtig ein lang gestreckter Fachwerkanbau mit Untergeschoss aus Bruchstein an. | um 1900                                   | 79364 DDB  |
| Bild gesucht BW                         | Wohnhaus                                    | Gemünden, Lindenstraße 13 LageFlur: 23, Flurstück: 20                                            | Über einem flachen Sandsteinquadersockel, an der nördlichen Einmündung der Schafhofstraße errichtetes, zweigeschossiges Fachwerkwohnhaus. Das großvolumige, zur Lindenstraße dreiachsige, giebelständige Gebäude unter einem Satteldach zeigt an seiner Traufseite neun Fensterachsen und wird von einem verschieferten Zwerchhaus mit Krüppelwalm, das von je zwei Gauben mit Walmdächern flankiert ist, bekrönt. Im 19. Jahrhundert wurde das Fachwerkgefüge ohne Überstände stockwerkweise verzimmert und durch geschosshohe Streben an den Eckständern ausgesteift. | 18. Jahrhundert                           | 79365 DDB  |
| Wohnhaus                                | Wohnhaus                                    | Gemünden, Lindenstraße 20 LageFlur: 7, Flurstück: 57                                             | Über einem nahezu geschosshohen Werksteinsockel erhebt sich ein Geschoss aus roten Ziegelsteinen. Die der Straße zugewandte Traufseite des Wohnhauses wird durch einen übergiebelten Mittelrisalit mit Freigespärre bestimmt, vor dem ein über eine hohe Freitreppe erschlossenes Podest angeordnet ist. Während die segmentbogigen Öffnungen im Sockelgeschosses durch rote Ziegel ausgebildet werden, sind die des Wohnbereiches durch gelbe Formziegel hervorgehoben und mit Fensterbänken aus rotem Sandstein versehen. Die Fensterbrüstungen sind außerdem durch Ziegelrahmungen betont. Zu beiden Seiten des Mittelrisalites sind die Fenster des Erdgeschosses paarweise zusammengefasst. Diese Wirkung wird durch die Bogenform des Gurtgesimses über diesen Fenstern verstärkt. | 18. Jahrhundert                           | 79366 DDB  |
| Bild gesucht BW                         | Wohnhaus                                    | Gemünden, Lindenstraße 33 LageFlur: 7, Flurstück: 187/51                                         | Aus dem Straßenraum auf das Grundstück zurückgesetztes, eingeschossiges, giebelständiges Fachwerkwohnhaus in Heimatstilformen mit jüngerem rechtsseitigen Anbau. Über einem hohen Bruchsteinsockel erhebt sich ein Fachwerkgefüge, das an den Eckständern durch Mannfiguren ausgesteift und von einem hohen, zweifach auskragenden, mit Dachziegeln verkleideten Giebel abgeschlossen ist. Der etwas niedrigere Anbau zeigt einen Giebel gleicher Form, das Fachwerk ist jedoch mittels Dreiviertelstreben und Kopfwinkelhölzern ausgesteift. Während die Fenster des Hauptbaus mit Klappläden versehen sind, sind die des Anbaus zu großzügigen Fensterbändern zusammengefasst. Die zweiflüglige Eingangstür mit feststehendem Glasoberlicht ist über eine Freitreppe in der Hausecke erschlossen. | um 1900                                   | 79367 DDB  |
| Bild gesucht BW                         | Wohnhaus                                    | Gemünden, Marktstraße 4 LageFlur: 43, Flurstück: 62/4                                            | Am südlichen Ende der vor dem Rathaus zum Platz erweiterten Marktstraße giebelständig errichtetes und an einer Stichstraße zur Webergasse stehendes, dreigeschossiges Fachwerkwohnhaus über flachem Sockel aus roten Sandsteinquadern. Das stockwerkweise mit leichtem Überstand abgezimmerte Fachwerk verfügt über Gebälkzonen mit profilierten Balkenköpfen und Schwellen sowie gerundeten Füllhölzern. Die Eckständer des Erdgeschosses sind gekerbt, die des Obergeschosses mit Rundstabprofilen beidseitig in Voluten endend und mittigen Nodi versehen. Ausgesteift wird das Fachwerkgefüge durch weitgespreizte Streben mit Kopfwinkelhölzern und gegenläufigen Fußbändern an Eck- und Bundständern. Ein in jüngerer Zeit veränderter Ladeneinbau des 19. Jahrhunderts ist über eine mittige, breite Freitreppe erschlossen. | 19. Jahrhundert                           | 79368 DDB  |
| Bild gesucht BW                         | Wohnhaus                                    | Gemünden, Marktstraße 6 LageFlur: 43, Flurstück: 66/4                                            | Gegenüber dem Rathaus auf einem roten Sandsteinquadersockel giebelständig errichtetes, großvolumiges, zweigeschossiges Fachwerkwohnhaus. Das fünfachsige Gebäude ist über eine hohe Freitreppe mittig erschlossen. Ausgesteift wird das ohne Überstände, zweifach verriegelte konstruktive Fachwerkgefüge einzig durch geschosshohe Streben an den Ecken. Das Erdgeschossrähm ist mit einer Inschrift versehen: „Johann Werner Kalckbrenner und dessen Ehefrau Gerttraut eine gebohrene Deckern haben Gott vertraut und dieses Haus erbaut 1831 den 6ten Juli der Zimmermeister wahr Heinrich Bolans von hier“. | 1831                                      | 79369 DDB  |
| Rathaus (Gemünden/Wohra)                | Rathaus                                     | Gemünden, Marktstraße 10 LageFlur: 43, Flurstück: 77/1                                           | Das 1546 am Markt errichtete Rathaus wurde 1821 abgerissen. Auf den Kellergewölben des Hauses wurde 1823/24 ein neues Rathaus gebaut. Es erfüllte mehrere Zwecke; neben dem Sitz der Verwaltung waren hier auch Steuereinnahmestelle, Gericht, Festsaal sowie Bier- und Branntweinausschank untergebracht. Heute ist es Sitz der städtischen Verwaltung. Das zweigeschossige Fachwerkgebäude über einem Sandsteinquadersockel ist mit seiner fünfachsigen Längsseite auf die hier zum Platz erweiterte Marktstraße ausgerichtet und wird von einem Walmdach abgeschlossen. Das konstruktive Fachwerkgefüge ist an den Ecken durch geschosshohe Streben ausgesteift. Eine zweiarmige Freitreppe führt hinauf zum mittig angeordneten Eingang, der im flacheren Obergeschoss durch zusätzlich Streben, im Dach durch ein Zwerchhaus mit Walmdach betont wird. | 1546, Abriss 1821, Wiederaufbau 1823/1824 | 79370 DDB  |
| Bild gesucht BW                         | Wohnhaus                                    | Gemünden, Marktstraße 16 LageFlur: 43, Flurstück: 83/6                                           | An einem Knick der platzartig erweiterten Marktstraße nach Osten über einem geschosshohen Sandsteinquadersockel errichtetes, zweigeschossiges Fachwerkwohnhaus auf L-förmigem Grundriss. Das komplett verschieferte und verkleidete Gebäude ist zum Platz hin traufständig ausgerichtet und rechtsseitig durch einen Zwerchgiebel betont. Die fünfachsige Fassade ist mittig durch einen separat verdachten Eingang erschlossen, der sowohl den Sockel als auch das untere Fachwerkgeschoss durchschneidet. Das ohne Überstände abgezimmerte Haus datiert ins 19. Jahrhundert. | 19. Jahrhundert                           | 79371 DDB  |
| Bild gesucht BW                         | Wohnhaus und Mauer                          | Gemünden, Marktstraße 17 LageFlur: 43, Flurstück: 9/1                                            | Dreigeschossiges Fachwerkwohnhaus über flachem, den Geländeanstieg ausgleichenden, verputzten Sockel aus der zweiten Hälfte des 18. Jahrhunderts. Über dem mit Zahnschnitt verzierten Rähm des verputzen Erdgeschoss erheben sich mit Überständen zwei Fachwerkgeschosse und ein zweifach überkragender Giebel. Die Gebälkzonen verfügen über Schwellen und Rähme mit Taustäben, profilierte Balkenköpfe und Füllhölzer, die floral beschnitzt sind. Im ersten Obergeschoss sind die Eckständer mit Rundstabprofilen und Diamantierungen versehen, im zweiten Obergeschoss mit Taustäben. Das einfach verriegelte Fachwerkgefüge ist einzig durch Kurzstreben in den Fensterbrüstungsfeldern ausgesteift. | 2. Hälfte 18. Jahrhundert                 | 79372 DDB  |
| Bild gesucht BW                         | Wohn- und Geschäftshaus und Scheunengebäude | Gemünden, Mühlgasse 1 LageFlur: 44, Flurstück: 151/1                                             | Hofreite an der Ecke zum Steinweg mit zu diesem traufständig ausgerichteten Wohn- und Geschäftshaus des ausgehenden 19. Jahrhunderts sowie drei L-förmig angeordneten, von Satteldächern abgeschlossenen Scheunengebäuden mit offenem Hofraum zur Mühlenstraße. Das Wohnhaus, über einem roten Sandsteinquadersockel errichtet, verfügt über zwei stockwerkweise ohne Überstände abgezimmerte Fachwerkgeschosse, die durch geschosshohe Streben ausgesteift sind. An der linken Seite des Erdgeschosses ist ein Ladengeschäft angeordnet, das über eine zweiarmige Freitreppe erschlossen ist. Rückwärtig schließen die zweigeschossigen Fachwerkbauten der Scheunen an, die über verputzen Sockelgeschossen stockwerkweise ohne Überstände verzimmert und durch geschosshohe Streben ausgesteift sind. Neben den beiden hohen Scheunentoren sind in den Sockelgeschossen der Bauten je zwei Garagen eingebaut worden. Die Scheunen aus der zweiten Hälfte des 19. Jahrhunderts dokumentieren die wichtige Rolle der Landwirtschaft in der Stadt Gemünden. | Ende 19. Jahrhundert                      | 79373 DDB  |
| Bild gesucht BW                         | Wohnhaus und Scheune                        | Gemünden, Schafhofstraße 5 LageFlur: 44, Flurstück: 1/1                                          | Fachwerkhofreite mit giebelständigem Wohnhaus und rückwärtig den Hofraum abschließender Scheune aus der zweiten Hälfte des 19. Jahrhunderts. Das konstruktive Fachwerkgefüge mit geschosshohen Streben an den Ecken, der über roten Sandsteinquadersockeln erbauten Gebäude, ist mit Ziegeln ausgemauert. An der im Hof gelegenen Traufseite ist das Wohnhaus über eine unter einem eisernen Balkon angeordnete Freitreppe aus Sandstein mit gemauertem Geländer erschlossen. | 2. Hälfte 19. Jahrhundert                 | 79375 DDB  |
| Bild gesucht BW                         | Wohnhaus und Scheune                        | Gemünden, Schafhofstraße 6 LageFlur: 23, Flurstück: 16/2                                         | Fachwerkhofreite aus der ersten Hälfte des 19. Jahrhunderts mit giebelständigem, zweigeschossigen Wohnhaus und den Hofraum rückwärtig abschließender, zweigeschossiger Scheune. Über einem gelben Sandsteinquadersockel erhebt sich das stockwerkweise ohne Überstände abgezimmerte konstruktive Fachwerk des Wohnhauses, das durch geschosshohe Streben an den Ecken ausgesteift ist. Die hofseitige, flache Freitreppe erschließt einen separat verdachten Windfang. Die traufständige Scheune, deren Fachwerk dem des Wohnhauses gleicht, ist mit zwei großen doppeltorigen Scheunentoren ausgestattet. | 1. Hälfte 19. Jahrhundert                 | 79376 DDB  |
| Bild gesucht BW                         | Wohnhaus und Scheune                        | Gemünden, Steinweg 7 LageFlur: 45, Flurstück: 11/1                                               | Im Jahre 1819 außerhalb des Obertores traufständig direkt an der Straße errichtetes, zweigeschossiges Fachwerkwohnhaus einer Hofanlage. Das über einem Werksteinsockel mit mittiger Erschließung und seitlichem Kellerabgang errichtete Fachwerkhaus zeigt die für die Region typischen, bis weit in das 19. Jahrhundert tradierten altertümlichen Fachwerkformen. Breite Holzquerschnitte und enge Ständerstellung schaffen ein dichtes Fachwerkgefüge mit Mannfiguren an den Eckständern und Kopfwinkelhölzern zur Aussteifung der Türständer. Über einer breiten Gebälkzone mit beschnitzten Balkenköpfen, profilierter und gekehlter Obergeschossschwelle und profilierten Füllhölzern erhebt sich mit leichtem Überstand ein dem Erdgeschoss angeglichenes Obergeschoss mit Mannfiguren an den Eck- und Bundständern. Breite, zu Dreiergruppen geordnete Fensterbänder prägen die Optik des siebenachsigen Wohnhauses. Am Erdgeschossrähm findet sich folgende Inschrift: „Heinrich Wagner und Anna Barbara seine eheliche Haußfrau die beiden haben Gott vertraut und dieses Hauß erbaut im Jahr 1819 den 7ten Aprill durch den Zimmer Meister Damm von Gilserberg“. Zu der Hofanlage gehört auch noch eine den Hofraum rückwärtig abschließende Fachwerkscheune aus der Zeit um 1900 mit doppelter Einfahrt und dichtem konstruktiven Fachwerkgefüge mit steilen geschosshohen Streben. | 1819                                      | 79377 DDB  |
| Bild gesucht BW                         | Wohnhaus                                    | Gemünden, Steinweg 8 LageFlur: 43, Flurstück: 145/2                                              | In der zweiten Hälfte des 19. Jahrhunderts errichtetes, aus zwei Teilen bestehendes Fachwerkwohnhaus auf einem durchgehenden Werksteinsockel. Das heute vollständig verkleidete Gebäude verfügt über zwei bauzeitliche Eingänge, deren rechter den fünfachsigen rechten Bauteil mittig erschließt, wohingegen die linke Tür sich direkt an der linken Gebäudeecke befindet. Beide Türen sind über Freitreppen erschlossen. Der rechte Gebäudeteil ist regelmäßig gegliedert und wird von einem steilen Satteldach mit mittigem Zwerchhaus bedeckt. Der linke Gebäudeteil verfügt zudem über einen leicht vorkragenden Kastenerker, der mit leichtem Überstand in ein Zwerchhaus mit steilem Satteldach und Krüppelwalm übergeht. | 2. Hälfte 19. Jahrhundert                 | 79378 DDB  |
| Bild gesucht BW                         | Wohn- und Geschäftshaus                     | Gemünden, Steinweg 11 LageFlur: 43, Flurstück: 51/3                                              | Großvolumiges, an städtebaulich hervorgehobener Position an der Einmündung der Webergasse in den Steinweg im Jahre 1908 errichtetes Wohn- und Geschäftshaus. Das auf einem flachen Werksteinsockel erbaute Gebäude verfügt über ein massives, verputztes Erdgeschoss, das durch Eckquaderungen und Fensterlaibungen aus Sandstein optisch reich gegliedert ist. Neben einem korbbogigen Schaufenster prägt besonders eine Fenstergruppe mit einem von zwei segmentbogigen Fenstern flankierten Rundbogenfenster die Optik der Schauseite. Das mit leichtem Überstand errichtete Fachwerkobergeschoss zeigt eine Vielzahl historisierender, an den Jugendstil angelehnte Fachwerkformen. Von Rauten durchschnittene Andreaskreuze betonen die Fensterbrüstungen, gebogene Fußbänder und ebensolche Streben verleihen dem Obergeschoss eine reizvolle historisierende Gliederung. Besonders die Ecksituation zur Webergasse wird durch den abgeschrägten Ladeneingang sowie zwei Seitenrisalite, die an der Ecke zusammenstoßen und von Krüppelwalmdächern mit weit vorkragenden Ortgängen bedeckt sind, betont. | 1908                                      | 79379 DDB  |
| Bild gesucht BW                         | Wohn- und Geschäftshaus                     | Gemünden, Steinweg 12 LageFlur: 43, Flurstück: 29/5                                              | Um 1910 errichtetes großvolumiges Wohn- und Geschäftshaus mit massivem Erdgeschoss und historisierend gestaltetem Fachwerkobergeschoss. Das auf fast quadratischem Grundriss erbaute Gebäude, dessen verputztes Erdgeschoss durch Eckquaderung und Fensterlaibungen in Rustikaquaderung gegliedert wird, zeigt im Obergeschoss ein aufwendiges Fachwerkgefüge mit einer dichten Abfolge steiler, mit Fußbändern versehener Mannfiguren in allen nicht durchfensterten Gebinden. Die südliche Gebäudeecke wird darüber hinaus noch durch einen polygonalen Eckerker mit Andreaskreuzen und geschwungenen Kurzstreben in den Fensterbrüstungen und einem hohen, verschieferten, geschwungenen Dachhelm betont. Drempel- und Dachgeschoss sparen diesen Erker aus und wechseln von der quadratischen zur L-förmigen Grundrissform. Daher werden zur Straße und zur Seite jeweils ein hoher, überkragender Fachwerkgiebel mit Krüppelwalmdach ausgebildet. | um 1910                                   | 79380 DDB  |
| Bild gesucht BW                         | Wohn- und Geschäftshaus                     | Gemünden, Steinweg 15 LageFlur: 43, Flurstück: 27/1                                              | Schmales, im frühen 19. Jahrhundert errichtetes, heute als Wohn- und Geschäftshaus genutztes Fachwerkhaus. Über einem zur Straße flachen Werksteinsockel erhebt sich das giebelständige Fachwerkhaus mit einem hohen Erdgeschoss und leicht überkragenden flacheren Obergeschossen. Das insgesamt dreigeschossige an der Giebelseite verschieferte Gebäude zeigt an der Traufseite ein unregelmäßiges Fachwerk mit schrägen, jeweils einen Ständer überblattenden, geschosshohen Streben. Die Gebälkzonen sind außerdem mit profilierten Schwellen und Rähmen betont. Das Gebäude wurde um 1900 mit einem neuen, flacheren Satteldach mit weit vorkragendem Ortgang versehen. | Beginn 19. Jahrhundert                    | 79381 DDB  |
| Bild gesucht BW                         | Wohn- und Geschäftshaus                     | Gemünden, Steinweg 18 LageFlur: 43, Flurstück: 20/4                                              | Großvolumiges, giebelständiges, dreigeschossiges Fachwerkwohnhaus aus der Mitte des 18. Jahrhunderts. Über einem flachen Werksteinsockel erhebt sich ein in jüngerer Zeit vollständig verändertes Erdgeschoss, in dem ein Türbalken mit der Jahreszahl 1747 sowie zwei flankierenden Engeln als Spolie verbaut wurde. Die beiden zur Giebelseite leicht überkragenden Obergeschosse zeigen ein unregelmäßiges Fachwerk mit Dreiviertelstreben und breiten Gebälkzonen mit abgefasten und gerundeten Balkenköpfe, gefasten und profilierten Schwellen und gerundeten Füllhölzer. Außerdem wurden die Eckständer mit Rundstabprofilen und Nodi beschnitzt, die oben in Pinienzapfen und unten in stilisierten floralen Ornamenten enden. Den oberen Abschluss bildet ein steiles Satteldach mit Krüppelwalm über einem verschindelten Giebel. | Mitte 18. Jahrhundert                     | 79382 DDB  |
| Bild gesucht BW                         | Wohn- und Geschäftshaus                     | Gemünden, Steinweg 25 LageFlur: 44, Flurstück: 106/1                                             | Das wohl im Kern älteste Fachwerkhaus der Stadt Gemünden wurde im frühen 16. Jahrhundert errichtet und hat als eines der wenige Gebäude den großen Stadtbrand des Jahres 1583 überstanden. Der großvolumige Baukörper des dreigeschossigen, giebelständigen Wohn- und Geschäftshauses erhebt sich über einem Werksteinsockel, der dem Geländeabfall folgend nach hinten abgestuft ist. Im hinteren Bereich der Traufseite zeigt sich noch das bauzeitliche Fachwerk des 16. Jahrhunderts mit seinen langen, von der Schwelle bis zur Traufe reichenden Ständern, der weiten Ständerstellung, langen, fast gebäudehohen Streben und den als Ankerbalken ausgebildeten Deckenbalken. Die vorderen, stockwerkweise abgezimmerte Gebinde wurden ebenso wie das Dach um 1900 erneuert und prägen heute mit ihrer verschieferten Straßenfassade und dem weit überkragenden Ortgang die Optik des Hauses. | Beginn 16. Jahrhundert                    | 79383 DDB  |
| Bild gesucht BW                         | Struthmühle                                 | Gemünden, Struthmühle 1, Betriebsgraben LageFlur: 32, Flurstück: 14, 20                          | Die Struthmühle zeigt sich heute als großräumige, landwirtschaftliche Hofanlage bestehend aus einem zweigeschossigen Wohnhaus, einem dreigeschossigen Mühlengebäude, einer zweigeschossigen Scheune und einem großen, den Hofraum zur Straße abschließenden Stall, in dem sich auch die Durchfahrt zum Hof befindet. Alle Gebäude dieser seit der frühen Neuzeit belegten Mühle stammen aus der Zeit kurz vor und kurz nach der Wende zum 20. Jahrhundert. Sämtliche, in Fachwerk errichteten Gebäude zeigen die zeittypischen Bauformen mit stockwerkweiser, bündiger Verzimmerung und steilen geschosshohen Streben. Zum Teil verfügen die Gebäude über fast geschosshohe Werksteinsockel. | Beginn 20. Jahrhundert                    | 79394 DDB  |
| Bild gesucht BW                         | Wohnhaus                                    | Gemünden, Untergasse 16 LageFlur: 44, Flurstück: 66/1                                            | Um 1800 giebelständig zur Straße errichtetes zweigeschossiges Fachwerkeinhaus. Das auf einem Werksteinsockel aufgerichtete, stockwerkweise verzimmerte Fachwerk zeigt ein hohes, mit Dreiviertelstreben ausgesteiftes und doppelt verriegeltes Fachwerkgefüge im Erdgeschoss. Das über einer Gebälkzone mit profilierten Schwellen und teilweise noch profilierten Balkenköpfen leicht überkragende Obergeschoss zeigt die gleiche Struktur wie das Erdgeschoss, hier jedoch wurden die Dreiviertelstreben mit Fußbändern zusätzlich gesichert. Abgeschlossen ist das vierachsige Gebäude durch ein flaches Satteldach. | um 1800                                   | 79385 DDB  |
| Bild gesucht BW                         | Wohnhaus                                    | Gemünden, Untergasse 21, Untergasse 23, Untergasse LageFlur: 44, 45, Flurstück: 47/5, 47/7, 23/2 | In der ersten Hälfte des 19. Jahrhunderts giebelständig zur Straße errichtetes, zweigeschossiges Fachwerkhaus mit sehr hohem Erdgeschoss. Das nachträglich rückwärtig verlängerte und zu einem Einhaus erweiterte Gebäude erhebt sich über einem flachen Werksteinsockel und zeigt nach außen ein sehr hohes Erdgeschoss, das im Inneren jedoch bis zur Höhe der ersten Riegelkette den Keller umfasst. Das regelmäßige, bündig stockwerkweise verzimmerte Fachwerk wird durch steile geschosshohe Streben ausgesteift und ist an der Giebelseite vollständig verschiefert. In der Traufgasse verfügt das Haus noch über einen hölzernen Aborterker im Obergeschoss. Zum Denkmalumfang gehört auch die dem Haus gegenüberliegende in Ständerbauweise errichtete Fachwerkscheune mit geschossübergreifender Strebe. | 1. Hälfte 19. Jahrhundert                 | 79386 DDB  |
| Bild gesucht BW                         | Wohnhaus                                    | Gemünden, Untergasse 26 LageFlur: 45, Flurstück: 16/1                                            | Sehr kleines Fachwerkwohnhaus aus dem frühen 19. Jahrhundert. Das stockwerkweise ohne Überstände verzimmerte, zweigeschossige Wohnhaus erhebt sich über einem flachen Sandsteinquadersockel und wird über eine kurze Freitreppe erschlossen. Das dreiachsige, straßenseitig verschieferte Haus dokumentiert bis heute die beengten Wohnverhältnisse der unteren Schichten in den Randbezirken der Stadt direkt an der Stadtmauer. | Beginn 19. Jahrhundert                    | 79387 DDB  |
| Bild gesucht BW                         | Wohnhaus                                    | Gemünden, Webergasse 3 LageFlur: 43, Flurstück: 140                                              | Großvolumiger, zur Straße giebelständiger, zweigeschossiger, fünfachsiger Fachwerkbau über einem aus Werkstein erbauten Sockelgeschoss mit mittigem, leicht vorgezogenem Zugang zum früher für Wirtschaftsräume genutzten Sockelgeschoss. Das Fachwerk der beiden Vollgeschosse des 1840 errichteten Hauses zeigt ein regelmäßiges, doppelt verriegeltes und mit steilen geschosshohen Streben ausgesteiftes Gefüge. Die Gebälkzonen des stockwerkweise verzimmerten Hauses zeigen nur noch bündig abschließende Stichbalkenköpfe mit vermauerten Zwischenräumen. Besonderes Gliederungselement der Giebelseite ist die auf dem vorgezogenen Kellerabgang ruhende Auslucht im Erdgeschoss. | 1840                                      | 79388 DDB  |
| Bild gesucht BW                         | Wohnhaus                                    | Gemünden, Wohraer Straße 5 LageFlur: 45, Flurstück: 44                                           | Im ersten Jahrzehnt des 20. Jahrhunderts erbautes, aufwendig historisierend gestaltetes Wohnhaus am südlichen Ortsrand Gemündens. Das auf quadratischem Grundriss errichtete Gebäude erhebt sich über einem verputzten Sockel und wird seitlich über eine Freitreppe erschlossen. Das ebenfalls verputzte Erdgeschoss wird durch Ecklisenen und farbig abgesetzte Fensterfaschen gegliedert. Über einem kurzen Fußwalm erhebt sich das Fachwerkobergeschoss mit seinem dichten, doppelt verriegelten und mit steilen geschosshohen Streben ausgesteiften Gefüge, das eine Vielzahl historisierender Fachwerkformen zeigt. So finden sich in allen nichtdurchfensterten Gebinden geschwungene und genaste Kurzstreben und zudem kreisförmige Rundhölzer in den mittleren Gefachen der Nordseite. Den oberen Abschluss der Straßenfassade bildet ein linksseitig angeordnetes großes Zwerchhaus mit Krüppelwalm. | Beginn 20. Jahrhundert                    | 79389 DDB  |
| Bild gesucht BW                         | Wohnhaus                                    | Gemünden, Zur Burg 1 LageFlur: 43, Flurstück: 85/4                                               | Das großvolumige, dreigeschossige, zum Markt giebelständige Fachwerkhaus wurde nach dem großen Brand in den Jahren nach 1583 errichtet. In der Zeit von 1721 bis 1934 diente es dem reformierten Pfarrer als Wohnung. Außerdem war hier bis 1938 die reformierte Elementarschule untergebracht. Das seit 1970 im Privatbesitz befindliche Haus erhebt sich über einem zum Markt geschosshohen Werksteinsockel mit rundbogiger Kellertür und einer in zwei Absätzen geführten Freitreppe, über die das Gebäude an der rechten Seite erschlossen wird. Das Fachwerk der beiden unteren Geschosse zeigt giebelseitig ein dichtes Gefüge mit breiten Holzquerschnitten und schrägen, teilweise gebogenen Kurzstreben. Vor dem nur an der Giebelseite stark überkragenden Obergeschoss ist ein weit vorspringender Dreiachtelerker auf geschwungenen Bügen angebracht, der dem Gebäude mit seiner profilierten Schwelle, den Zierformen in den Fensterbrüstungen und der Welschen Haube, ein repräsentatives Äußeres verleiht. Das umlaufend stark überkragende zweite Obergeschoss zeigt im Vergleich zu den unteren Geschossen ein einfaches konstruktives Fachwerkgefüge, das lediglich an der Traufseite durch steile geschosshohe Streben ausgesteift ist. Da auch die Fensterachsen nicht denen der unteren Geschosse entsprechen, ist dieses Geschoss und das flache Satteldach wohl erst im Laufe des 19. Jahrhunderts entstanden. | nach 1583                                 | 79390 DDB  |
| Lutherisches Pfarrhaus (Gemünden/Wohra) | Lutherisches Pfarrhaus                      | Gemünden, Zur Burg 2 LageFlur: 43, Flurstück: 75/6                                               | An der Stelle des heutigen Gebäudes befand sich bis 1832 die Wohnung des Diakons. Nach dem Abriss des Hauses entstand hier ein großvolumiges Fachwerkhaus, das dem Inhaber der zweiten lutherischen Pfarrstelle als Wohnung diente. Nachdem diese zweite Pfarrstelle 1946 entfiel, wurde das Gebäude an private Nutzer verkauft. Das zweigeschossige, stockwerkweise bündig verzimmerte Fachwerkhaus erhebt sich zur Marktseite über einem fast geschosshohen Werksteinsockel und zeigt in seinen beiden, von einem flachen Walmdach bedeckten Vollgeschossen ein sehr regelmäßiges Fachwerkgefüge mit einfacher Verriegelung im Erd- und doppelter Verriegelung im Obergeschoss sowie steilen geschosshohen Streben an den Eckständern. Das in seinen klassizistischen Formen dem Rathaus nachempfundene Gebäude wird von der Straße Zur Burg aus durch eine bauzeitliche Doppeltür mit diamantierten Füllungen erschlossen. | vor 1832                                  | 79391 DDB  |
| Bild gesucht BW                         | Wohnhaus                                    | Gemünden, Zur Burg 3 LageFlur: 43, Flurstück: 86/3                                               | Traufständiges, zweigeschossiges Wohnhaus des späten 18. Jahrhunderts, das nach der Mitte des 19. Jahrhunderts firstparallel um eine Scheune verlängert wurde. Das Wohnhaus erhebt sich über einem flachen Werksteinsockel und zeigt nach außen ein sehr hohes Erdgeschoss, das jedoch im Inneren bis zur Höhe der unteren Riegelkette den Keller mit umfasst. Kennzeichnend für das Fachwerkgefüge ist die weite Ständerstellung und die Aussteifung durch lediglich eine Dreiviertelstrebe an der linken Seite. Die Fenster des mittig erschlossenen Gebäudes bilden zwei Paare an den beiden äußeren Gebäudeecken. Über dem Erdgeschoss erhebt sich mit leichtem Überstand ein niedrigeres Obergeschoss mit regelmäßiger Fachwerkgliederung und Mannfiguren an den Eckständern. Integraler Bestandteil ist auch die im 19. Jahrhundert angefügte zweigeschossige, stockwerkweise bündig verzimmerte Scheune mit großer Toreinfahrt an der rechten Seite. | Ende 18. Jahrhundert                      | 79392 DDB  |

### Grüsen
| Bild            | Bezeichnung           | Lage                                                                             | Beschreibung | Bauzeit                           | Objekt-Nr. |
| --------------- | --------------------- | -------------------------------------------------------------------------------- | --- | --------------------------------- | ---------- |
| Bild gesucht BW | Jüdischer Friedhof    | Grüsen, Auf den Dillenhöfen LageFlur: 2, Flurstück: 27                           | Seit dem 18. Jahrhundert waren in Grüsen Juden ansässig, die zunächst zur Gemündener Gemeinde gehörten. Die seit 1885 eigenständige Gemeinde baute bereits 1883 eine eigene Synagoge im Ort mit 48 Männer- und 24 Frauenplätzen. 1905 lebten 44 Juden im Dorf, in den 1930er-Jahren sechs Familien, die mit Ausnahme der Familie Stern alle den Namen Marx trugen. Neben dem einzigen Gastwirt des Ortes waren sie Kolonialwaren- oder Viehhändler. Die Synagoge wurde in der Pogromnacht 1938 zerstört, jedoch aus Furcht vor auf die angrenzende Bebauung übergreifenden Flammen nicht angezündet, sondern erst in den 1950er-Jahren von der Gemeinde zum Abbruch freigegeben und verkauft. Die letzten jüdischen Mitbürger wurden 1942 nach Theresienstadt deportiert. Im direkten Anschluss an den in der Fortsetzung der Straße Oberdorf gelegenen Friedhof der Gemeinde Grüsen liegt der Jüdische Friedhof. Auf dem eingezäunten, baumbestandenen Areal, das erst im 20. Jahrhundert angelegt wurde, befinden sich noch heute zwölf einfache Grabsteine des frühen 20. Jahrhunderts, der erste von 1918, der letzte von 1941, sowie ein Gedenkstein für die im Ersten Weltkrieg gefallenen jüdischen Bürger Julius und Siegmund Marx. Auf der Inschriftenplatte nachträglich zugefügt wird auch den Opfern des „Dritten Reiches“ gedacht. | ab 19. Jahrhundert                | 79400 DDB  |
| Bild gesucht BW | Evangelische Kirche   | Grüsen, Gemündener Straße (Grüsen) 7 LageFlur: 1, Flurstück: 26                  | Schon seit 1057 ist für Grüsen eine Pfarrstelle bezeugt, zu der eine große Anzahl weiterer Gemeinden der Bunstruth gehörte. Wohl schon zu dieser Zeit muss es eine erste Kirche in Grüsen gegeben haben, die im Jahre 1494 durch einen spätgotischen Bau ersetzt wurde. 1718 hat man dieser Kirche einen Chor hinzugefügt und 1741 weitgehende Reparaturen vorgenommen. Dennoch war die Kirche in einem so schlechten Zustand, dass im Jahre 1789 die Männerempore eingestürzte. In der Folgezeit begann die Gemeinde den Bau einer neuen Kirche zu planen, der in der Zeit von 1833 bis 1837 durchgeführt wurde. Zunächst errichtete man aufgrund mangelnder finanzieller Mittel einen einfachen Saalbau ohne Turm, entschied sich aber bald für das Aufrichten eines quadratischen Dachreiters mit achteckigem Aufsatz und flacher Welscher Haube. Der Kirchenbau selbst zeigt sich außen als schlichter Werksteinbau mit drei Fensterachsen an der Schmal- und fünf Achsen an den Längsseiten. Er ist durch ein doppeltes, umlaufendes Gesimsband optisch in zwei Geschosse geteilt, die durch unterschiedliche Fensterformen, im Erdgeschoss mit flachen Stürzen, im Obergeschoss mit Rundbögen, gestaltet sind. Der an drei Seiten durch schmale Doppeltüren erschlossene Bau wird durch ein flaches Walmdach bedeckt, das die strenge klassizistische Grundform des Gebäudes unterstreicht. Über den Türen sind Inschriftentafeln mit folgenden Texten angebracht: „Erbauet 1833“, „Luc. II. V.28. Selig sind die Gottes Wort hoeren und bewahren“, „Pslm. 26. V. 8. Herr ich habe lieb die Staette Deines Hauses und den Ort, da Deine Ehre wohnt“. Das Innere des schlichten Kirchenraumes wird lediglich durch die dreiseitig umlaufende Empore, die auf gefasten Ständern ruht und mit einer einfachen, kassettierten Brüstung versehen ist, gegliedert. Im freibleibenden Osten befindet sich die einfache, kubische Altarmensa, hinter der sich eine hohe, mit Schalldeckel versehene Kanzel erhebt. Neben der Kanzel wurde als einziges Relikt der alten Kirche ein Altarkruzifix aus der zweiten Hälfte des 15. Jahrhunderts angebracht. Den westlichen Teil der Empore, der auch die beiden Zugänge beherbergt, nimmt die 1833 durch den Orgelbauer Faust aus Raasdorf erbaute und 1843 durch den Orgelbauer Zieße aus Heckerode umgebaute Orgel mit ihrem dreiteiligen, mit Rankenwerk geschmückten Prospekt ein. Im Prospekt sind zwei Inschriften eingeschnitzt: „zur ehre Gottes“, „Erbaut 1843“. | 1494; Vorgängerbau älter ca. 1057 | 79398 DDB  |
| Bild gesucht BW | Wohnhaus              | Grüsen, Gemündener Straße (Grüsen) 11 LageFlur: 1, Flurstück: 17/2               | Schmales, zur Straße traufständiges, zweigeschossiges Fachwerkwohnhaus. Das im ausgehenden 18. Jahrhundert erbaute Wohnhaus erhebt sich über einem hohen, verputzten Sockel und zeigt ein regelmäßiges, stockwerkweise verzimmertes Fachwerk, dessen Gefüge an den Eck- und Bundständern mit Dreiviertelstreben ausgesteift ist. Das durch seine geringe Breite sehr hoch wirkende, linksseitig erschlossene, dreiachsige Haus zeigt trotz seines Alters keine Geschossüberstände oder andere Zierformen. | Ende 18. Jahrhundert              | 79399 DDB  |
| Bild gesucht BW | Grüsener Mühle        | Grüsen, Gemündener Straße (Grüsen) 14, Mühlwiesen LageFlur: 1, Flurstück: 22, 94 | Am Nordrand Grüsens, leicht aus dem Straßenraum zurückgesetzt, befindet sich die Grüsener Mühle, eine vollständig geschlossene Hofanlage mit einem zur Straße traufständigen, 1822 errichteten Wohnhaus, einem daran anschließenden Mühlengebäude und einer den Hofraum nach Osten abschließenden Fachwerkscheune. Das im Obergeschoss verbretterte, 1961 renovierte Wohnhaus zeigt im Erdgeschoss ein regelmäßiges, stockwerkweise ohne Überstand verzimmertes Fachwerk mit einfacher Verriegelung und steilen geschosshohen Streben. Im Zuge der Sanierung des Hauses wurde ein bauzeitlicher Inschriftenbalken mit folgendem Text entfernt: „Wo Gott nicht gibt sein Gunst, da ist all Müh und Arbeit umsonst - Eitel Moritz Metz und dessen Ehefrau Karoline Wilhelmine Metz geb. Ochse haben dieses Haus erbaut am 19. Juli 1822“. Das den Hofraum bildende Ensemble unterschiedlicher Fachwerkbauten wird heute straßenseitig von dem im mittleren 20. Jahrhundert errichteten viergeschossigen neuen Mühlengebäude fast vollständig verdeckt. | 1822                              | 79861 DDB  |
| Bild gesucht BW | Historischer Ortskern | Grüsen, Gesamtanlage 1 Lage                                                      | Den Kern des historischen Ortskern Grüsens bildet die seit 1057 nachgewiesene Kirche an der Kreuzung Gemündener Straße/Unterdorf. Ausgehend von der Kirche entwickelte sich die Bebauung zwischen dem Unterdorf und der Bachstraße sowie auf der gegenüberliegenden Seite der Gemündener Straße im Umfeld des Abzweigs des Oberdorfs. Nach den Verwüstungen des Dreißigjährigen Krieges und der folgenden schlechten Zeiten erreichte das Dorf erst im 19. Jahrhundert seine heutige Ausdehnung in den Bereichen südlich der Bachstraße, nördlich des Unterdorfs und in den westlichen Teilen des Oberdorfs. Noch heute zeigt sich Grüsen als bäuerlich geprägtes Haufendorf, das sich um die Kirche herum gruppiert. Hofreiten unterschiedlicher Größe und unregelmäßigen Zuschnitts bestimmen mit ihrer weitgehend aus dem 19. Jahrhundert stammenden Bausubstanz bis heute das Ortsbild des historischen Dorfkerns. |                                   | 721830 DDB |
| Bild gesucht BW | Gemündener Straße     | Grüsen, Gesamtanlage 2 Lage                                                      | Um die Wende zum 20. Jahrhundert entstanden außerhalb des Ortes an der Straße nach Sehlen vier Wohnhäuser, die bis heute eine geschlossene Baugruppe bilden. Die traufständig zur Straße errichteten Fachwerkhäuser haben geschosshohe Bruchsteinsockel und zeigen ein regelmäßiges, dichtes Fachwerkgefüge, das zum Teil historische Fachwerkformen zitiert. Die näher zum Dorf gelegenen, 1904 errichteten Nummern 17 und 18 sind stockwerkweise verzimmert und zweigeschossig, die beiden weiter außen liegenden Häuser nur noch eingeschossig. Die gesamte Baugruppe dokumentiert die erste Phase der Dorferweiterung außerhalb des alten Ortskerns in der Zeit um und nach 1900. |                                   | 721831 DDB |

### Lehnhausen
| Bild            | Bezeichnung                        | Lage                                                                              | Beschreibung | Bauzeit               | Objekt-Nr. |
| --------------- | ---------------------------------- | --------------------------------------------------------------------------------- | --- | --------------------- | ---------- |
| Bild gesucht BW | Ehemaliges Forsthaus               | Lehnhausen, Forsthausstraße 1, Beim Forsthaus LageFlur: 13, Flurstück: 14/4, 14/5 | Die Siedlung Forsthaus befindet sich nördlich von Lehnhausen an der Kreuzung der Straßen von Frankenberg nach Gemünden und von Rosenthal nach Sehlen. 1838 ließ das Hospital Haina hier für den Forstläufer Christian Schneider ein Haus mit kleinem Stall errichten. Die beiden anderen Häuser der kleinen Siedlung entstanden in den Jahren 1910 und 1929. Das großvolumige, traufständige, heute straßenseitig verschindelte, ansonsten verschieferte Fachwerkhaus wurde 1838 vom Hospital Haina erbaut und kurz nach 1900 für die Nutzung durch zwei Familien erweitert. Es wurde 1980 an private Eigentümer verkauft. Das ehemals fünfachsige, heute siebenachsige, zweigeschossige Wohnhaus wurde um 1900 um einen zur Straße giebelständigen risalitartigen Vorbau an der rechten Gebäudeseite erweitert. Zum Denkmalumfang gehört auch ein im hinteren Bereich der Parzelle nach 1910 errichtetes Backhaus aus Bruchsteinmauerwerk mit segmentbogigem Fenster und mittiger Tür in der Giebelseite. | 1838/1900             | 79404 DDB  |
| Bild gesucht BW | Wohnhaus                           | Lehnhausen, Forsthausstraße 2 LageFlur: 8, Flurstück: 5/3                         | 1911 als Wohnhaus eines Aussiedlerhofes zum Hof traufständig erbautes fünfachsiges Gebäude mit Fachwerkobergeschoss. Über einem hohen, verputzten Sockel zeigt das Haus ein in roten Ziegeln erbautes Erdgeschoss mit segmentbogigen Fenstern, die von gerundeten Formziegeln umgeben sind. Die Erschließung erfolgt über eine einläufige Freitreppe, die in der Mitte des 20. Jahrhunderts mit einem Windfang versehen wurde. Das leicht überkragende Obergeschoss zeigt ein dichtes Fachwerkgefüge mit mannfigurartigen Verstrebungen sowie Andreaskreuzen in den Brüstungsfeldern der Fenster. Die breite Gebälkzone wird aus gerundeten Balkenköpfen gebildet, zwischen denen eine doppelte Reihe leicht überkragender Ziegel vermauert wurde. Das Wohnhaus zeigt eine für das frühe 20. Jahrhundert typische Mischung aus modernen und historisierenden Bauformen. | 1911                  | 79405 DDB  |
| Bild gesucht BW | Gesamtanlage historischer Ortskern | Lehnhausen, Gesamtanlage historischer Ortskern Lage                               | Den ältesten Beleg über bauliche Veränderungen in Lehnhausen bildet der Bericht über einen Großbrand im Jahre 1664, bei dem der Ort vollständig abbrannte. Ein Jahrhundert später beschrieb die Katastervorbschreibung des Jahres 1778 die Häuser in Lehnhausen als „theils gut und neu erbauet, theils aber auch alt und baufällig, die Hofreyden aber außer einigen wenigen sehr enge und zur Einfahrt unbequem“; überhaupt sei das Dorf „wegen seiner tiefen Laage bey entstehenden starken Gewittern und Fluthen ja zuweilen einiger Beschwemmung und Entführung des Dunges exponirt“.Das Dorf erstreckt sich heute entlang der 1970 ausgebauten Kreisstraße 99, zu deren Ausbau mehrere alte Fachwerkscheunen abgerissen wurden. Den Bereich beiderseits des Abzweigs der Bergstraße prägen noch heute bäuerliche Hofstellen, deren Bausubstanz bis in das frühe 19. Jahrhundert zurückreicht. |                       | 721835 DDB |
| Bild gesucht BW | Hofanlage, ehem. Dorfmühle         | Lehnhausen, Hauptstraße 1 LageFlur: 3, Flurstück: 16/1                            | Die Hofstelle der heutigen Hauptstraße 1 ist wohl eine der ältesten im Dorf Lehnhausen. Zu diesem, vom Kloster Haina lehnsrührigen Hof gehörte spätestens seit 1556 auch eine Mühle. Diese, später als Dorfmühle bezeichnete Wassermühle, die ihr Wasser aus dem am Dorf vorbeifließenden Holzbach bezog, wurde 1680 vom Haupthof getrennt und als eigenständiges Lehen weiter vergeben. In den 1960er-Jahren wurde der Mahlbetrieb eingestellt und der Mühlgraben zugeschüttet. Die Dorfmühle zeigt sich noch heute als geschlossenes Bauensemble mit einem in jüngerer Zeit umgebauten und verputzten Fachwerkwohnhaus, einer Fachwerkscheune sowie einem Fachwerkstall aus dem ausgehenden 19. Jahrhunderts und einer den Hofraum abschließenden Ziegelscheune aus dem 20. Jahrhundert. | Mitte 16. Jahrhundert | 79402 DDB  |
| Bild gesucht BW | Hofanlage (Sachgesamtheit)         | Lehnhausen, Hof Niederholzhausen LageFlur: 7, Flurstück: 33/8, 33/9               | Der Hof Niederholzhausen erscheint zum ersten Mal in einem Güterverzeichnis des Klosters Haina im Jahre 1240. Der Grundherr war der Graf von Ziegenhain, die Lehnsherrschaft lag beim Kloster. Noch im Jahre 1556 gehörten die nachgewiesenen vier Höfe dem Hospital in Haina, in dessen Salbuch es heißt: „Dis Dorff Nidernholzhausen ist mit allem umbegriffen und Zugehörung, das sey behausung oder andere Bäuhe, acker, garten, wiesen, holz, velt, wasser, waidt, Zinß zehent grundt und boden nichts außgeschieden alles des Spitals Heina...“ Versuche des Hospitals, die Höfe von vier Bauern bewirtschaften zu lassen, schlugen im 17. Jahrhundert fehl, so dass man alle Höfe an einen Bauern ausgab. Der letzte Lehnsbrief des Gutes Niederholzhausen an das Spital wurde noch 1831 ausgegeben. Bis 1835 hatte der Hof den Status einer eigenen Gemeinde; erst in diesem Jahr wurde Niederholzhausen mit Lehnhausen vereint. In der Folgezeit wurde der Hof geteilt, bald wieder vereint und vielfach verkauft, bis er 1912 in den Besitz der Familie Schmittmann kam, deren Nachfahren noch immer hier leben. Der Hof zeigt sich heute als großräumiges Geviert aus Wohn- und Wirtschaftsgebäuden. Zu drei Seiten bilden großvolumige Fachwerkscheunen auf Werksteinerdgeschossen die Begrenzung des Hofes. Den Abschluss des Hofes zur Straße hin bildet eine weitere, freistehende, bau- und zeitgleiche Fachwerkscheune aus dem frühen 20. Jahrhundert. Das ältere, zur Straße giebelständige Wohnhaus befindet sich nach der Hoferweiterung des frühen 20. Jahrhunderts im Inneren des Hofraumes. Das im ausgehenden 18. Jahrhundert errichtete, zweigeschossige Wohnhaus erhebt sich auf einem hohen Werksteinsockel und zeigt ein regelmäßiges, stockwerkweise verzimmertes Fachwerkgefüge mit weit gespreizten Mannfiguren an den Eckständern. Die Gebälkzone wird aus einem profilierten Rähm und aufliegenden, von der Obergeschossschwelle überkämmten Deckenbalken gebildet. Die Eckständer sind mit Rundstäben, Hörnern, Nodi und floralen Motiven beschnitzt, ein Kopfwinkelholz trägt die Initiale „M“. An der Obergeschossschwelle des im frühen 20. Jahrhundert mit einem weit vorspringenden Fachwerkrisalit versehenen Hauses findet sich folgende, teilweise verdeckte Inschrift: „...kein Übel widerfahr und mich in Schand und Schaden seh des Vaters Huld mich heut an Blick des Sohnes güte mich erheb“. Zu der Sachgesamtheit des Hofes gehört auch ein Erdkeller auf der gegenüberliegenden Straßenseite. | ab 1240               | 79406 DDB  |
| Bild gesucht BW | Altes Schulhaus                    | Lehnhausen, Schulweg 6 LageFlur: 10, Flurstück: 7                                 | In den Jahren 1913 bis 1916 ließ die Gemeinde Lehnhausen trotz der gleichzeitigen Belastungen durch den Ersten Weltkrieg am westlichen Ortsrand ein neues Schulhaus errichten, dessen Fachwerkobergeschoss sowie das Dachwerk weitgehend aus Balken verzimmert wurden, die aus Teilen des Abbruchs der Kirche in Asel stammen. Der untere, massive Bereich diente ursprünglich als Unterrichtsraum, im Obergeschoss befand sich die Lehrerwohnung. Das Gebäude ist 1965 an private Nutzer verkauft worden. Es erhebt sich über einem talseitig hohen Werksteinsockel und zeigt ein einfaches, verputztes Erdgeschoss mit sandsteingerahmten Rundbogenfenstern. Obergeschoss und überkragende Giebel bestehen aus einem heute verkleideten Fachwerk. Dem Gebäude vorgelagert ist ein weit vorgezogener Risalit, der den Eingang beherbergt und dessen zentraler Firstpunkt von einem hohen, achteckigen Dachreiter überhöht ist. | 1913/1916             | 79403 DDB  |

### Schiffelbach
| Bild            | Bezeichnung                   | Lage | Beschreibung | Bauzeit                      | Objekt-Nr. |
| --------------- | ----------------------------- | --- | --- | ---------------------------- | ---------- |
| Bild gesucht BW | Wohnhaus, ehemalige Burgmühle | Schiffelbach, Am Stockborn 5, Im Unterdorf, Betriebsgraben LageFlur: 4, 5, Flurstück: 103, 104/2, 34/3, 34/4, 76 | Im hinteren Bereich der herrschaftlichen Burgmühle wurde Mitte des 19. Jahrhunderts ein großzügiges, zweigeschossiges Fachwerkwohnhaus errichtet. Das fünfachsige Ernhaus erhebt sich über einem hohen Werksteinsockel, der die Inschrift „Johannes HKLM 1846“ trägt, und ist seiner regelmäßigen axialen Gliederung entsprechend in der Mitte der Traufseite über eine einläufige Freitreppe erschlossen. Das stockwerkweise ohne Überstände und Zierformen errichtete Fachwerk zeigt ein in beiden Geschossen doppelt verriegeltes Fachwerkgefüge, das mit steilen geschosshohen Streben ausgesteift ist. Einziges Zierelement des ansonsten streng in klassizistischen Formen erbauten Hauses ist die zweiflügelige Haustür mit Fledermausoberlicht. | Mitte 19. Jahrhundert / 1846 | 79408 DDB  |
| Bild gesucht BW | Scheune                       | Schiffelbach, Am Stockborn 9 LageFlur: 4, Flurstück: 27                                                          | Im späteren 19. Jahrhundert errichtete, zweigeschossige Fachwerkscheune. Die im hinteren Bereich der Parzelle aufgerichtete Scheune erhebt sich über einem gestuften Bruchsteinsockel und zeigt ein regelmäßiges Fachwerkgefüge mit geschosshohen Streben an den Eck- und Bundständern. Das hohe, doppelt verriegelte Erdgeschoss beherbergt eine linksseitig angeordnete Toreinfahrt. | Ende 19. Jahrhundert         | 79409 DDB  |
| Bild gesucht BW | Hofanlage                     | Schiffelbach, Am Zinn 1 LageFlur: 4, Flurstück: 68/1                                                             | Im späteren 19. Jahrhundert errichtete, großräumige Fachwerkhofreite bestehend aus einer Fachwerkscheune, einem ebensolchen Stall und einem freistehenden Fachwerkwohnhaus, die zusammen den zur Straße offenen Hofraum an drei Seiten umschließen. Die über einem flachen Bruchsteinsockel errichtete Scheune zeigt ein regelmäßiges Fachwerkgefüge mit hohem Erdgeschoss, das zwei unterschiedlich hohe Torfahrten beherbergt und durch geschosshohe Streben ausgesteift ist. Der im Obergeschoss baugleiche, den Hofraum rückwärtig abschließende Stall ist im Erdgeschoss massiv gemauert und verputzt. Das sich über einem flachen Werksteinsockel erhebende, in jüngerer Zeit im Erdgeschoss massiv erneuerte Wohnhaus wahrt im Obergeschoss Fachwerk aus der Bauzeit um 1800. Über der schmalen Gebälkzone mit profilierten Balkenköpfen und Füllhölzern sowie einer profilierten Schwelle zeigt sich ein dichtes Fachwerkgefüge mit Mannfiguren mit Fußbändern an den Eck- und Bundständern. | um 1800                      | 79411 DDB  |
| Bild gesucht BW | Scheune                       | Schiffelbach, Borngasse (Schiffelbach) 4 LageFlur: 4, Flurstück: 41                                              | Im späteren 19. Jahrhundert errichtete, hoch aufragende Fachwerkscheune am Schnittpunkt der Borngasse mit dem Stockborn. Das Erdgeschoss der rechtsseitig mit einer Toreinfahrt erschlossenen Scheune wurde aus Bruchstein mit sorgfältig gearbeiteter Eckquaderung aufgeführt. Es wird durch segmentbogige Fenster mit Sandsteinlaibungen gegliedert. Über diesem Erdgeschoss erheben sich zwei stockwerkweise verzimmerte Fachwerkgeschosse, deren einfach verriegeltes Gefüge durch steile geschosshohe Streben an den Eck- und Bundständern ausgesteift ist. Die ohne Überstände bündig verzimmerte Scheune wird durch ein in jüngerer Zeit ersetztes Satteldach bedeckt. | 19. Jahrhundert              | 79410 DDB  |
| Bild gesucht BW | Scheune                       | Schiffelbach, Erbsengasse 1 LageFlur: 4, Flurstück: 57/2                                                         | Großvolumige, auf L-förmigem Grundriss im Jahre 1877 errichtete Fachwerkscheune. Die an zwei Seiten den Hofraum begrenzende Scheune verfügt über ein in Werkstein gemauertes Erdgeschoss, dessen Türen und Fenster mit Sandsteinlaibungen versehen sind. An der rechten Seite ist der längere Flügel der Scheune durch zwei nebeneinander angeordnete Toreinfahrten erschlossen. Das Fachwerk des den oberen Teil des Erdgeschosses mit umfassenden Obergeschosses zeigt eine regelmäßige Struktur mit doppelter Verriegelung und geschosshohen Streben. Am Rähm des Erdgeschosses findet sich folgende Inschrift: „Ich Joh. Heinrich Henkel und meine Ehefrau Elisabeth geb. Trümmer heben Gott vertraut und diesen Bau erbaut im Jahr 1877 Der Zimmermeister war Matthäus Amreihn aus Lischeid ... vertraue Gott so habe keine Noth ...“ | 1877                         | 79412 DDB  |
| Bild gesucht BW | Wohnhaus, ehem. Stall         | Schiffelbach, Erlenring 3 LageFlur: 4, Flurstück: 7                                                              | Um 1900 als rückwärtiger Hofabschluss errichteter Fachwerkstall. Das eineinhalbgeschossige, stockwerkweise verzimmerte, inzwischen zu Wohnzwecken umgebaute Gebäude erhebt sich über einem Bruchsteinsockel und zeigt ein regelmäßiges konstruktives Fachwerkgefüge mit steilen geschosshohen Streben und einfacher Verriegelung. Ein hohes, an der Rückseite stark überkragendes Drempelgeschoss bildet den oberen Abschluss des ehemaligen Stalles. | um 1900                      | 79413 DDB  |
| Bild gesucht BW | Wohnhaus                      | Schiffelbach, Erlenring 7 LageFlur: 4, Flurstück: 14                                                             | Um 1900 errichtetes, zur Straße traufständiges, zweigeschossiges Fachwerkhaus auf nahezu geschosshohem, im hinteren Bereich in Ziegeln erneuerten Werksteinsockel. Das dichte Fachwerkgefüge des stockwerkweise ohne Überstände verzimmerten Hauses ist in beiden Geschossen doppelt verriegelt und mit steilen geschosshohen Streben ausgesteift. Durch den Umbau der Fenster an der Straßenseite wurde das ehemals fünfachsige Wohnhaus zu einem dreiachsigen Gebäude verändert. | um 1900                      | 79855 DDB  |
| Bild gesucht BW | Historischer Ortskern         | Schiffelbach, Gesamtanlage 1 Lage                                                                                | Der Kern des historischen Dorfes befindet sich im Bereich zwischen Marburger Straße, Borngasse und Erbsengasse. Die äußersten Punkte der ursprünglichen Siedlung bilden die dem Sitz der Ortsherren, der Familie von Schleier zugeordnete Burgmühle und die Kirche am anderen Ende des Dorfes. Zu diesem Kern kommen die Bereiche zwischen der Marburger Straße und der Straße Am Zinn sowie der Bereich zwischen Borngasse und Am Stockborn hinzu. Erlenring und Heimbacher Straße, die heute ebenfalls integraler Bestandteil des historischen Ortskerns sind, wurden erst in der jüngeren Vergangenheit, wohl seit dem 19. Jahrhundert, aufgesiedelt. Im Dorfkern selbst blieb bis heute die historische Wegeführung mit ihren geschwungenen Straßenverläufen, den engen Einmündungen sowie dem Verzicht auf Kreuzungssituationen weitgehend erhalten. Prägend sind noch heute die unregelmäßigen Hofstellen mit ihrer dichten Bebauung und den zu den Straßen hin offenen Höfen. Die Bausubstanz, die das heutige Ortsbild bestimmt, stammt mit Ausnahme einiger weniger Gebäude aus dem 19. Jahrhundert und zeigt ein für die Bauzeit typisches Fachwerk. |                              | 721841 DDB |
| Bild gesucht BW | Gewölbekeller                 | Schiffelbach, Hofgärten LageFlur: 14, Flurstück: 18                                                              | Östlich des Ortes, oberhalb der Burgmühle blieb auf der runden Kuppe des Burgberges ein großer Gewölbekeller erhalten, der wohl ursprünglich zur Burganlage der seit dem 13. Jahrhundert nachgewiesenen Familie Schleier, die im 17. Jahrhundert ausgestorben ist, gehörte. Von der seither verfallenden Burg ist nur ein großer, mit einer flachen Segmentbogentonne überwölbter Keller erhalten geblieben, der durch ein spitzbogiges Tor, das von den Resten einer Werksteinmauer eingefasst ist, erschlossen ist. | 13. Jahrhundert              | 79420 DDB  |
| Bild gesucht BW | Scheune                       | Schiffelbach, Marburger Straße LageFlur: 4, Flurstück: 67/4                                                      | An städtebaulich hervorgehobener Position am Beginn der Heimbacher Straße im Jahre 1835 errichtete Fachwerkscheune. Das bis zum Bau der Hofanlage Marburger Straße 25 als Durchfahrtsscheune genutzte Gebäude erhebt sich über einem hohen Werksteinsockel und zeigt ein mit Mannfiguren an den Eckständern, im hohen Erdgeschoss doppelt, im leicht überkragenden, flacheren Obergeschoss einfach verriegeltes Gefüge. Der weitgehend unveränderte Bau wahrt im Rähm des Erdgeschosses folgende Inschrift: „... Wilhelm Lingelbach und dessen Ehefrau Anna Magrta gebohrne Amrein haben Gott vertraut und diese Scheuer neu erbaut im jahr 1835 den 22ten mai Der Zimmermeister war Adam Hahn in Lisscheid Deo Gloria“ |                              | 79419 DDB  |
| Bild gesucht BW | Untermühle                    | Schiffelbach, Marburger Straße 2, Im Grund LageFlur: 1, Flurstück: 25, 26, 42                                    | Großzügige Mühlenanlage, bestehend aus einer auf L-förmigem Grundriss errichteten Fachwerkscheune und einem den Hof rückwärtig abschließenden Mühlengebäude. Das noch heute landwirtschaftlich genutzte Anwesen erhielt seinen heutigen Baubestand im Jahre 1853 und wurde noch bis 1972 als Mühle betrieben. Scheune und Wohnhaus erheben sich über hohen Werksteinsockeln und verfügen inzwischen über massiv gemauerte Erdgeschosse. Die Obergeschosse zeigen ein regelmäßiges konstruktives Fachwerkgefüge mit steilen geschosshohen Streben. | 1853                         | 79421 DDB  |
| Bild gesucht BW | Alte Schule                   | Schiffelbach, Marburger Straße 13 LageFlur: 19, Flurstück: 28/3                                                  | Seit dem Jahre 1802 verfügte Schiffelbach über eine eigene Schule. Aus Raummangel ließ die Gemeinde im Jahre 1916 ein neues Schulhaus am westlichen Ortsrand errichten. Es handelt sich bei der alten Schule um ein zweigeschossiges, massiv gemauertes und verputztes Gebäude auf einem flachen Werksteinsockel. Das auf quadratischem Grundriss errichtete Schulhaus zeigt sich als zur Marburger Straße giebelständiger Baukörper mit einem, teilweise verschieferten Fachwerkobergeschoss, dessen leicht überkragendes Gefüge durch mannfigurartige Streben ausgesteift ist. Der Traufseite des Hauses ist an der Ostseite ein die ganze Gebäudebreite einnehmender, übergiebelter Risalit vorgebaut, der den Eingang und verschiedene Nebenräume aufnimmt. Einziges Schmuckelement der Fassade sind die Sohlbänke und die grob bossierten Fensterstürze aus rotem Sandstein. An der Westseite wurde ein Wappenstein der Familie Schleier aus dem 16. Jahrhundert als Spolie verbaut. | 1802                         | 79415 DDB  |
| Bild gesucht BW | Wohnhaus                      | Schiffelbach, Marburger Straße 16 LageFlur: 4, Flurstück: 59/1                                                   | Um 1900 im rückwärtigen Teil der großen Parzelle, zum Hof traufständig errichtetes zweigeschossiges Fachwerkhaus. Das Gefüge des regelmäßigen, fünfachsigen, auf einem Werksteinsockel ruhenden Wohnhauses zeigt eine dichte Struktur mit doppelter Verriegelung in beiden Geschossen, Andreaskreuzen in den Fensterbrüstungen und Mannfiguren in den nicht durchfensterten Gebinden. Den oberen Abschluss des bündig ohne Überstände verzimmerten Hauses bildet ein Drempelgeschoss mit flachem Satteldach. | um 1900                      | 79416 DDB  |
| weitere Bilder  | Evangelische Kirche           | Schiffelbach, Marburger Straße 18 LageFlur: 4, Flurstück: 58/3                                                   | Nach dem Aussterben der Familie Schleier wurde Schiffelbach an den hessischen Oberst Johann ufm Keller verliehen. Auf seine Initiative hin entstand im Jahre 1701 die neue Kirche. Die einfache Saalkirche wurde als Fachwerkkonstruktion mit glattem Abschluss im Osten und einem massiv gemauerten, eingezogenen Turm im Westen errichtet. Der dreigeschossige Turm ist im Obergeschoss verschiefert und verfügt über einen doppelt gestaffelten, achteckigen Aufsatz mit hoher Welscher Haube. Das eigentliche Kirchengebäude erhebt sich über einem flachen Bruchsteinsockel und ist ohne sichtbare Geschossteilung als Ständerbau mit vierfacher Verriegelung und die gesamte Fassadenhöhe einnehmenden Mannfiguren an den Eckständern und Türständern errichtet worden. Den Abschluss bildet ein steiles Satteldach mit Krüppelwalm an der Ostseite. Vor der Kirche befinden sich zwei Grabsteine aus rotem Sandstein mit Kreuzigungsszenen, der eine für Joh. Jost Ballzar 1677-1742, der andere für den 1691 verstorbenen Joh. Ochs. Der schlichte, weiß getünchte, 1906 renovierte Innenraum öffnet sich nach Westen durch einen Triumphbogen in Form einer Parabel zu dem im Turm untergebrachten Altarraum, der auch die Orgelempore beherbergt. Den eigentlichen Kirchenraum mit seiner auf einem langen, mit gefastem Ständer und gebogenen Kopfbändern getragenen Unterzug ruhenden Kassettendecke wird durch eine zweiseitige Empore auf einfachen Ständern mit unterschiedlich kassettierter Brüstung gegliedert. Emporen, Gestühl und Kanzel und Prieche entstammen der Umbauzeit 1906, der Altarkruzifix gehört noch in die ursprüngliche Bauzeit. Im Innenraum der Kirche befinden sich drei aufwendig gestaltete Grabsteine der Familie Schleier. Unter dem Empore wurden die 1579 gefertigte, nahezu vollplastisch figurierte Grabplatte des Herrn von Schleier sowie die seiner Frau Anna aufgestellt. Im Osten befindet sich der 1604 geschaffene Stein für Otto Helmrich Schleier, der mit Umschrift, Wappentafeln und mit Rollwerk umgebener Inschriftentafel geschmückt ist. Die Umschriften lauten: „1579 den 4 Septembris frue umb 6 uhr ist der gestreng edel und ehrveste H....n Schlei zu Schoffelbach in Got selicklich entschlafen“. „.... den 19 Februarii ist die edele und thugenthafte Fraw Anna Schlerin geborne von Lerbach in Got christlich und selicklich entschlaffen der go...“. „Anno 1603 den II. Martii ist Otto helmerich Schlein des edlen und ehrsamsten Christoffel Schlein Söhnlein im Heren entschlaffen seines Alters 2 iar - Der gerechten Selen sind in Gottes Hand und keine onval ruret sie an. Amen“. | 1701                         | 79417 DDB  |
| Bild gesucht BW | Scheune                       | Schiffelbach, Marburger Straße 21 LageFlur: 4, Flurstück: 65/3                                                   | Großvolumige, zweigeschossige, 1836 errichtete Fachwerkscheune. Der zur Straße giebelständige Bau erhebt sich über einem hohen Werksteinsockel und wurde im hinteren Bereich in jüngerer Zeit zu Wohnzwecken umgebaut. Das im hohen Erdgeschoss doppelt und im leicht überkragenden, flacheren Obergeschoss einfach verriegelte Fachwerkgefüge wird im jüngeren, leicht abgeschrägten Bereich zur Straße hin durch steile geschosshohe Streben ausgesteift. Das ältere Obergeschoss wahrt noch immer eine breite Gebälkzone mit gerundeten Balkenköpfen und Füllhölzern sowie Mannfiguren an den Eck- und Bundständern. Im Rähm des Erdgeschosses findet sich folgende Inschrift: „... Lischeid Jesu wohn in diesem Haus Weich doch nimmer mehr daraus 5ten mäy 1836“. | 1836                         | 79418 DDB  |

### Sehlen
| Bild            | Bezeichnung                        | Lage                                                                | Beschreibung | Bauzeit                   | Objekt-Nr. |
| --------------- | ---------------------------------- | ------------------------------------------------------------------- | --- | ------------------------- | ---------- |
| Bild gesucht BW | Gesamtanlage historischer Ortskern | Sehlen, Gesamtanlage historischer Ortskern Lage                     | Das schon seit dem frühen Mittelalter bestehende Dorf Sehlen hatte im ausgehenden 16. Jahrhundert 130 Bewohner. Durch die starken Verwüstungen des Dreißigjährigen Krieges sank die Zahl stark und konnte erst um die Mitte des 18. Jahrhunderts wieder den Vorkriegsstand erreichen. Die Zahl der Einwohner stieg bis 1856 auf 216 und beträgt heute lediglich 260. Da das Dorf somit kaum ein Größenwachstum erlebt hat, ist der Dorfkern im Bereich der Kreuzung Hainaer Straße, Sehlener Straße in seiner historischen Qualität erhalten geblieben. Noch heute prägen bäuerliche Hofstellen auf unregelmäßigen Parzellen die Optik des Dorfes, dessen Bausubstanz im Laufe des 19. Jahrhunderts entstanden ist. Trauf- und giebelständige Fachwerkhäuser sowie unterschiedlich zum Straßenraum angeordnete Hofstellen bestimmen das Straßenbild Sehlens. |                           | 721856 DDB |
| Bild gesucht BW | Gefallenenehrenmal                 | Sehlen, Im Dorf LageFlur: 1, Flurstück: 1/3                         | In den frühen 1920er-Jahren aufgestelltes Ehrenmal für die Gefallenen des Ortes Sehlen. Der pfeilerartige Kubus erhebt sich über einem profilierten Sockel und zeigt über dem mit Inschriften versehenen Schaft eine mit mittigen Medaillons versehene Kassettierung. In den Medaillons finden sich eichenlaubbekränzte Helme und Wilhelmskreuze mit der Jahreszahl 1914. Den oberen Abschluss bildet eine stilisierte Grabplatte. Die Inschrift lautet: „1914-1918 den Gefallenen des Weltkrieges die Gemeinde Sehlen 1922“. | 1922                      | 79429 DDB  |
| Bild gesucht BW | Scheune                            | Sehlen, Klingelbachstraße 1 LageFlur: 1, Flurstück: 60              | In der zweiten Hälfte des 18. Jahrhunderts von Johann und Conrad Schneider errichtete, zweigeschossige Fachwerkscheune. Die über einem flachen Bruchsteinsockel erbaute Scheune zeigt ein regelmäßiges Fachwerkgefüge mit Dreiviertelstreben an den Eck- und Bundständern sowie einer Ausfachung mit bauzeitlicher Lehmstakung. Die Gebälkzone zwischen dem hohen Erd- und dem leicht überkragenden Obergeschoss wird durch gerundete Balkenköpfe und Füllhölzer gebildet. | 2. Hälfte 18. Jahrhundert | 79423 DDB  |
| Bild gesucht BW | Scheune                            | Sehlen, Klingelbachstraße 2 LageFlur: 1, Flurstück: 14/3            | Zweigeschossige, zur Straße giebelständige Fachwerkscheune aus dem Jahre 1795, die im ausgehenden 19. Jahrhundert rückwärtig verlängert wurde. Die auf einem flachen Bruchsteinsockel errichtete, an der Giebelseite verschindelte Scheune zeigt ein regelmäßiges Fachwerkgefüge mit Dreiviertelstreben an den Eckständern sowie einer breiten Gebälkzone mit gerundeten Balkenköpfen und Füllhölzern. Die breite Torfahrt wird durch ein Vordach vor der Witterung geschützt. | 1795                      | 79424 DDB  |
| Bild gesucht BW | Ehemalige Mühle                    | Sehlen, Mühlenstraße 4, Mühlgraben LageFlur: 2, Flurstück: 170, 171 | Großräumige, in Form eines Dreiseithofes ausgebildete ehemalige Mühlenanlage. Die seit 1302 urkundlich bezeugte Mühle zeigt sich heute als Ensemble zweier Fachwerkscheunen aus dem frühen 20. Jahrhundert und einem zeitgleich errichteten Wohnhaus. Das in historisierenden Formen zum Hof traufständig errichtete, zweigeschossige Wohnhaus verfügt über ein Sockel und Erdgeschoss zusammenfassendes Werksteinmauerwerk mit Eckquaderung und segmentbogigen Fenstern mit Ziegelrahmung. Das Obergeschoss wurde als Fachwerkkonstruktion mit steilen geschosshohen Streben an den Seiten und geschosshohen Kreuzverstrebungen in der Mitte der Hofseite errichtet und mit einem Drempelgeschoss sowie einem mittigen Zwerchhaus mit aufwändigen Fachwerkstrebefiguren versehen. | ab 1302                   | 79425 DDB  |
| Bild gesucht BW | Hofanlage                          | Sehlen, Sehlener Straße 15 LageFlur: 1, Flurstück: 20/3             | Großräumige Hofanlage ursprünglich in Form eines Dreiseithofes, bestehend aus vier unterschiedlich alten Fachwerkgebäuden. Den ältesten Bauteil aus der zweiten Hälfte des 18. Jahrhunderts aus der Zeit des ersten bekannten Besitzers Johannes Röse, bildet die dem Wohnhaus gegenüber liegende zweigeschossige Fachwerkscheune mit hohem Erdgeschoss über flachem Werksteinsockel und einem über eine breite Gebälkzone mit überkämmten Balkenköpfen überkragendem Obergeschoss. Beide Geschosse zeigen ein regelmäßiges Gefüge mit Mannfiguren mit Fußbändern an den Eck- und Bundständern. Von zwei weiteren Stallgebäude mit massiven, teils in Bruchstein, teils in Ziegeln ausgeführten Erdgeschossen sowie einfachen, mit geschosshohen Streben ausgesteiften Fachwerkobergeschossen, die zur Vervollständigung der Hofanlage um 1900 hinzugefügt wurden, ist das rückwärtig den Hof begrenzende vor Kurzem eingestürzt. Den Abschluss der Hofanlage bildet das zweigeschossige Fachwerkwohnhaus aus der Zeit um 1800. Das Gebäude verfügt über ein aus Bruchsteinen errichtetes Sockelgeschoss, wurde im Erdgeschoss in jüngerer Zeit massiv erneuert, wahrt jedoch im Obergeschoss noch das bauzeitliche Fachwerk mit regelmäßigem, dichten Fachwerkgefüge mit Mannfiguren an den Eck- und Bundständern sowie einer breiten, leicht überkragenden Gebälkzone mit gerundeten Balkenköpfen und ebensolchen Füllhölzern. | 2. Hälfte 18. Jahrhundert | 79426 DDB  |
| Bild gesucht BW | Scheune                            | Sehlen, Sehlener Straße 16 LageFlur: 1, Flurstück: 26/4             | Im Jahre 1868 neu errichtete, zweigeschossige, zur Straße giebelständige Fachwerkscheune. Die über einem hohen Werksteinsockel aufgerichtete, an der Giebelseite verschindelte Scheune zeigt ein regelmäßiges Fachwerkgefüge mit steilen geschosshohen Streben und einer schmalen Gebälkzone mit genuteten und gerundeten Balkenköpfen, gerundeten Füllhölzer und einer profilierten Schwelle mit folgender Inschrift: „Gott mit uns Jacob Röse u. dessen Ehefrau geb. Garthe haben Gott vertaut u. diesen Bau erbaut mit Hilfe der Eltern Hartmann Röse u. dessen Ehefrau geb. Vackiner im Jahre 1868 den 8ten Juli. Die Zimmermeister waren die Gebrüder Koedding von hier.“ | 1868                      | 79427 DDB  |
| Bild gesucht BW | Alte Schule                        | Sehlen, Sehlener Straße 21 LageFlur: 1, Flurstück: 3                | Bis weit in das 19. Jahrhundert mussten die Kinder aus Sehlen nach Grüsen zur Schule gehen. Erst im Jahre 1896 erhielt auch Sehlen eine eigene Schule, auf einer Anhöhe außerhalb des Ortes. Die Schule wurde von 1914 bis 1918 als Lager für russische Kriegsgefangene genutzt, 1927 nach Plänen von August Melzer aufgestockt und 1965 nach der Gründung der Mittelpunktschule in Haina geschlossen. Das Schulgebäude ist ein lang gestreckter, eingeschossiger Baukörper aus Grauwacke, der lediglich durch die ziegelgerahmten, segmentbogigen Fenster gegliedert wird. Der vierachsige, verputzte, in Form eines stark überhöhten Zwerchhauses errichtete Mittelteil des Gebäudes wurde 1927 hinzugefügt. | 1896                      | 79428 DDB  |